# Specie di Crocus
Elenco delle specie di Crocus.

## A
- Crocus abantensis T.Baytop & B.Mathew, 1975
- Crocus abracteolus Kernd. & Pasche
- Crocus adami J.Gay
- Crocus adamioides Kernd. & Pasche
- Crocus adanensis T.Baytop & B.Mathew, 1975
- Crocus aerius Herb., 1847
- Crocus akdagensis Kernd. & Pasche
- Crocus akkayaensis Kernd. & Pasche
- Crocus alatavicus Regel & Semen., 1868
- Crocus albocoronatus (Kernd.) Kernd., Pasche & Harpke
- Crocus aleppicus Baker, 1873
- Crocus alexandri Nicic ex Velen.
- Crocus almehensis C.D.Brickell & B.Mathew, 1973
- Crocus ancyrensis (Herb.) Maw, 1881
- Crocus angustifolius Weston, 1771
- Crocus antalyensioides Ruksans
- Crocus antalyensis B.Mathew, 1972
- Crocus antherotes Kernd. & Pasche
- Crocus archibaldiorum (Ruksans) Ruksans
- Crocus arizelus Kernd. & Pasche
- Crocus armeniensis Ruksans
- Crocus artvinensis (J.Philippow) Grossh.
- Crocus asumaniae B.Mathew & T.Baytop, 1979
- Crocus asymmetricus Erol
- Crocus athous Bornm.
- Crocus atrospermus (Kernd. & Pasche) Kernd. & Pasche
- Crocus atticus (Boiss. & Orph.) Orph.
- Crocus autranii Albov, 1893
- Crocus autumnalis Mill.

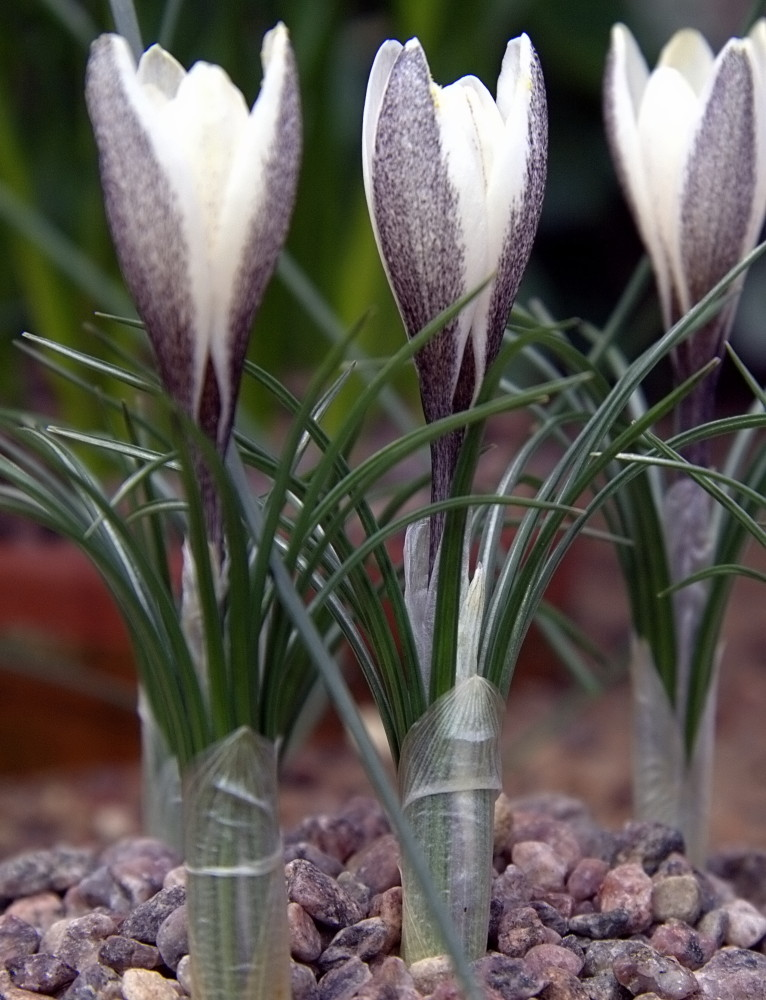
Crocus alatavicus
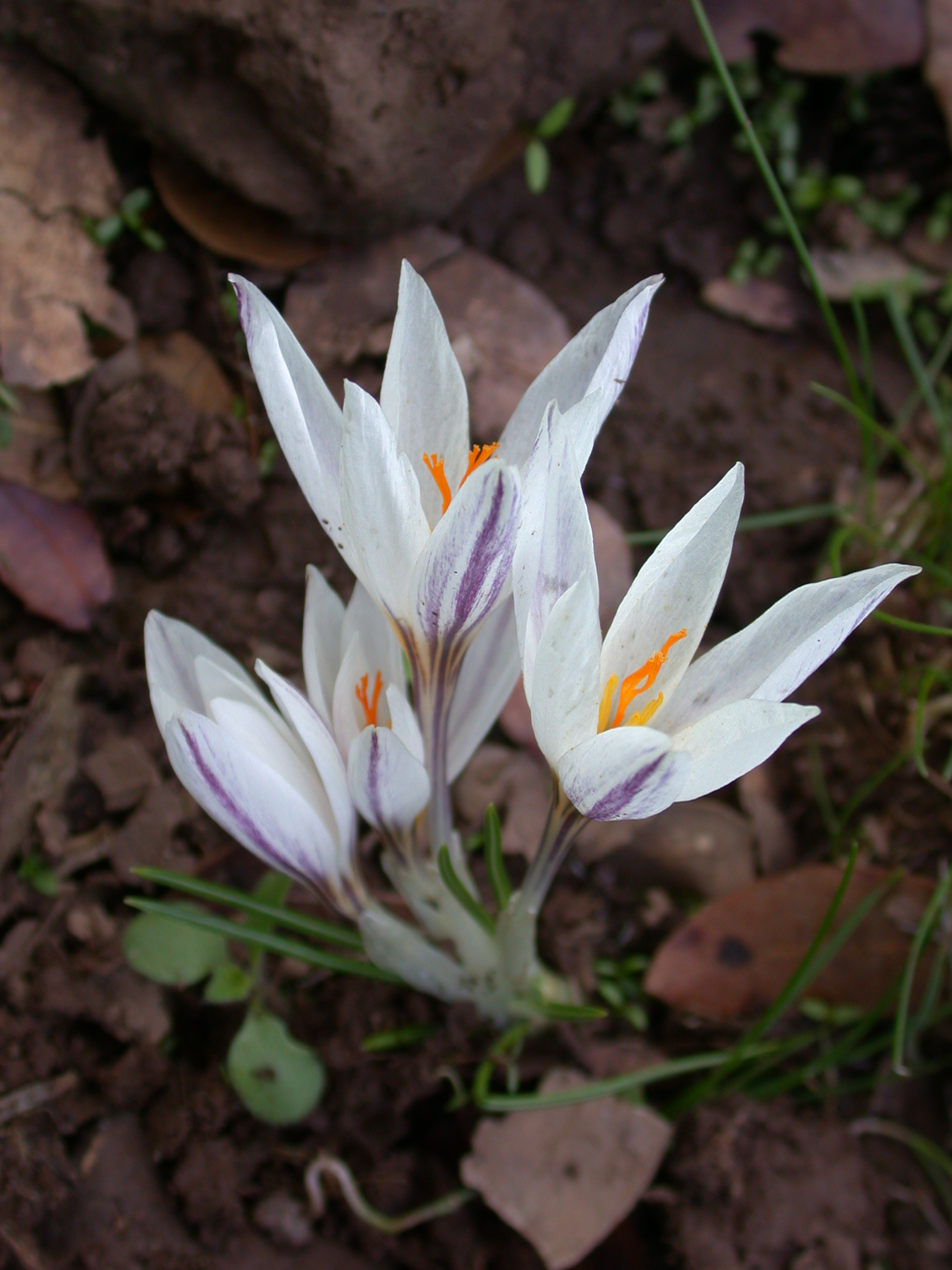
Crocus aleppicus
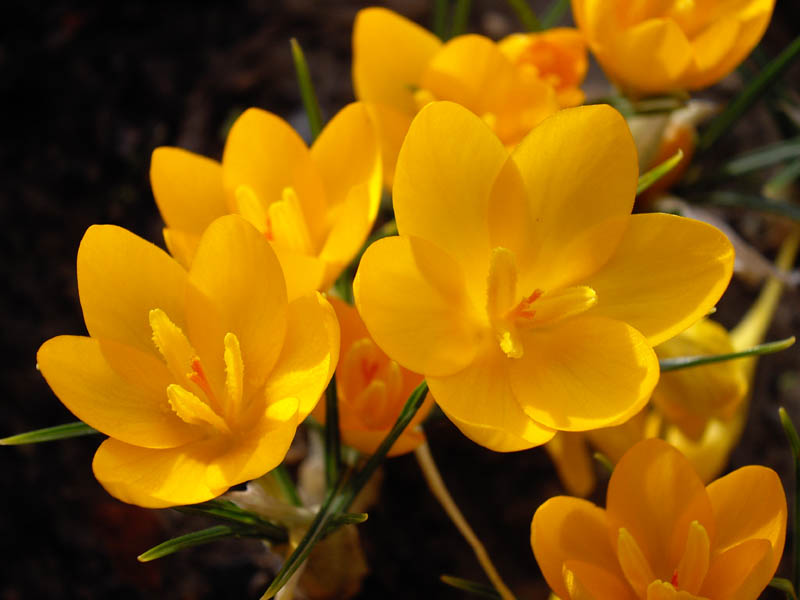
Crocus ancyrensis

## B
- Crocus babadagensis Kernd. & Pasche
- Crocus balansae J.Gay ex Maw
- Crocus banaticus J.Gay, 1831
- Crocus baytopiorum B.Mathew, 1974
- Crocus berytius Kernd. & Pasche
- Crocus beydaglarensis Kernd. & Pasche
- Crocus bifloriformis Kernd. & Pasche
- Crocus biflorus Mill., 1768
- Crocus boissieri Maw, 1881
- Crocus bolensi s (Ruksans) Ruksans
- Crocus boryi J.Gay, 1831
- Crocus boulosii Greuter, 1968
- Crocus bowlesianus Kernd. & Pasche
- Crocus brachyfilus I.Schneid.
- Crocus brickellii Ruksans

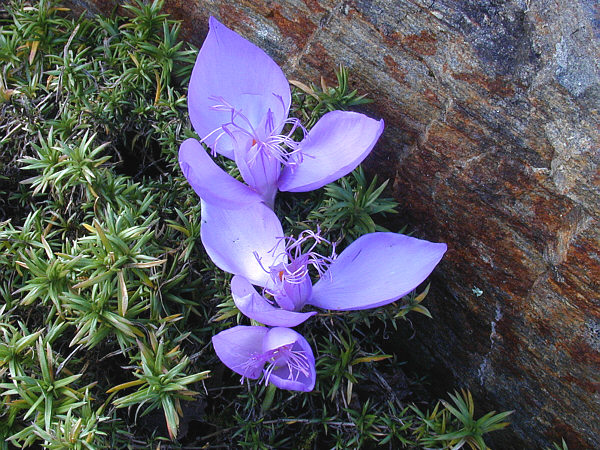
Crocus banaticus
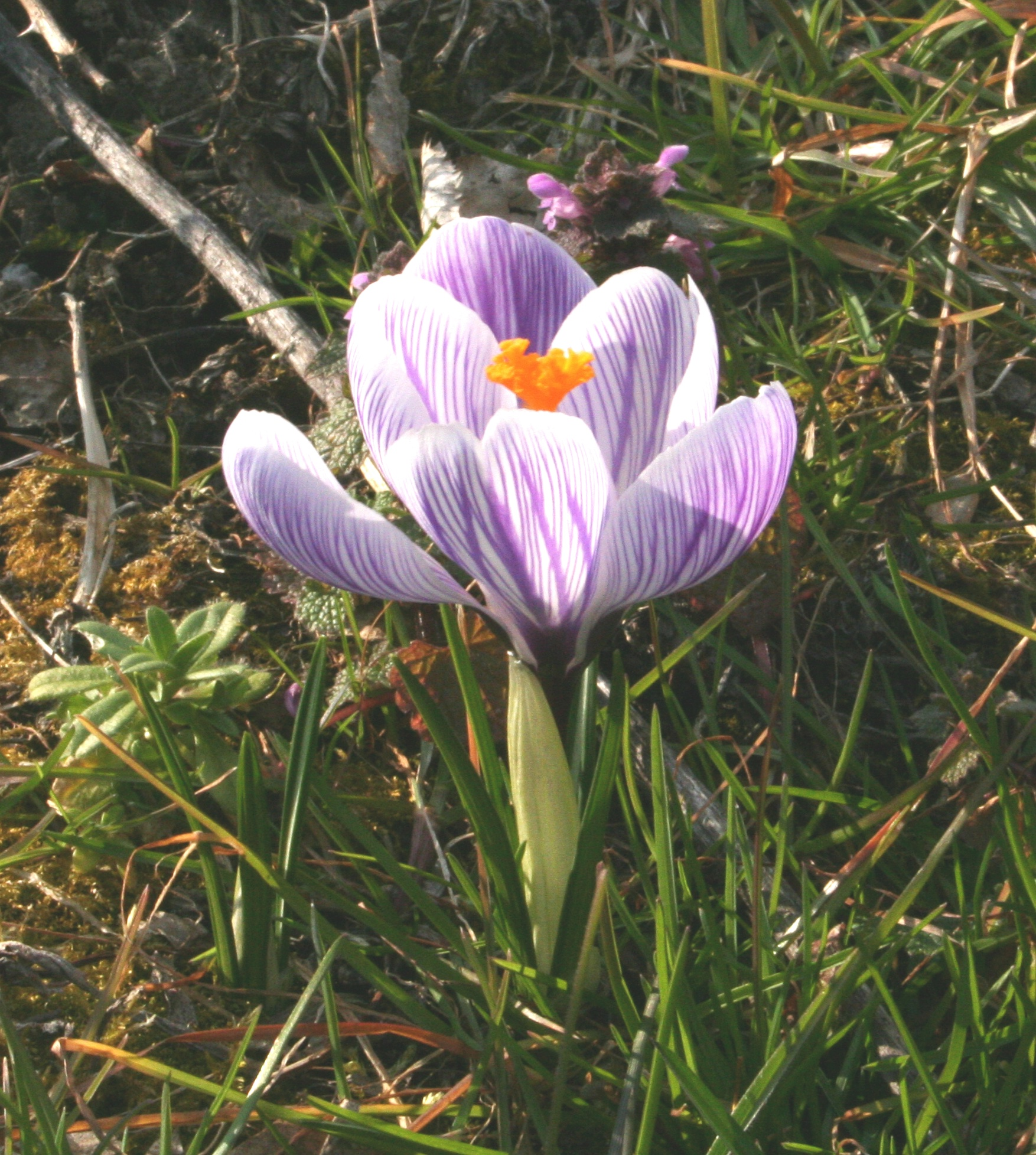
Crocus biflorus

## C
- Crocus caelestis (Kernd. & Pasche) Kernd., Pasche & Harpke
- Crocus calanthus Kernd. & Pasche
- Crocus cambessedesii J.Gay, 1831
- Crocus cancellatus Herb., 1841
- Crocus candidus E.D.Clarke, 1812
- Crocus cappadocicus (B.Mathew) Ruksans
- Crocus caricus (Kernd. & Pasche) Kernd., Pasche & Harpke
- Crocus carpetanus Boiss. & Reut., 1842
- Crocus cartwrightianus Herb., 1853
- Crocus caspius Fisch. & C.A.Mey. ex Hohen., 1838
- Crocus chrysanthus (Herb.) Herb., 1843
- Crocus clusii J.Gay
- Crocus coloreus Kernd. & Pasche
- Crocus concinnus Kernd. & Pasche
- Crocus corsicus Vanucchi, 1838
- Crocus crewei Hook.f.
- Crocus cvijicii Kosanin, 1926
- Crocus cyprius Boiss. & Kotschy, 1865

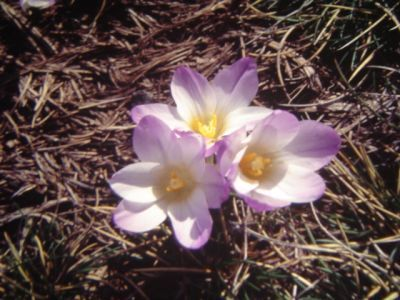
Crocus carpetanus
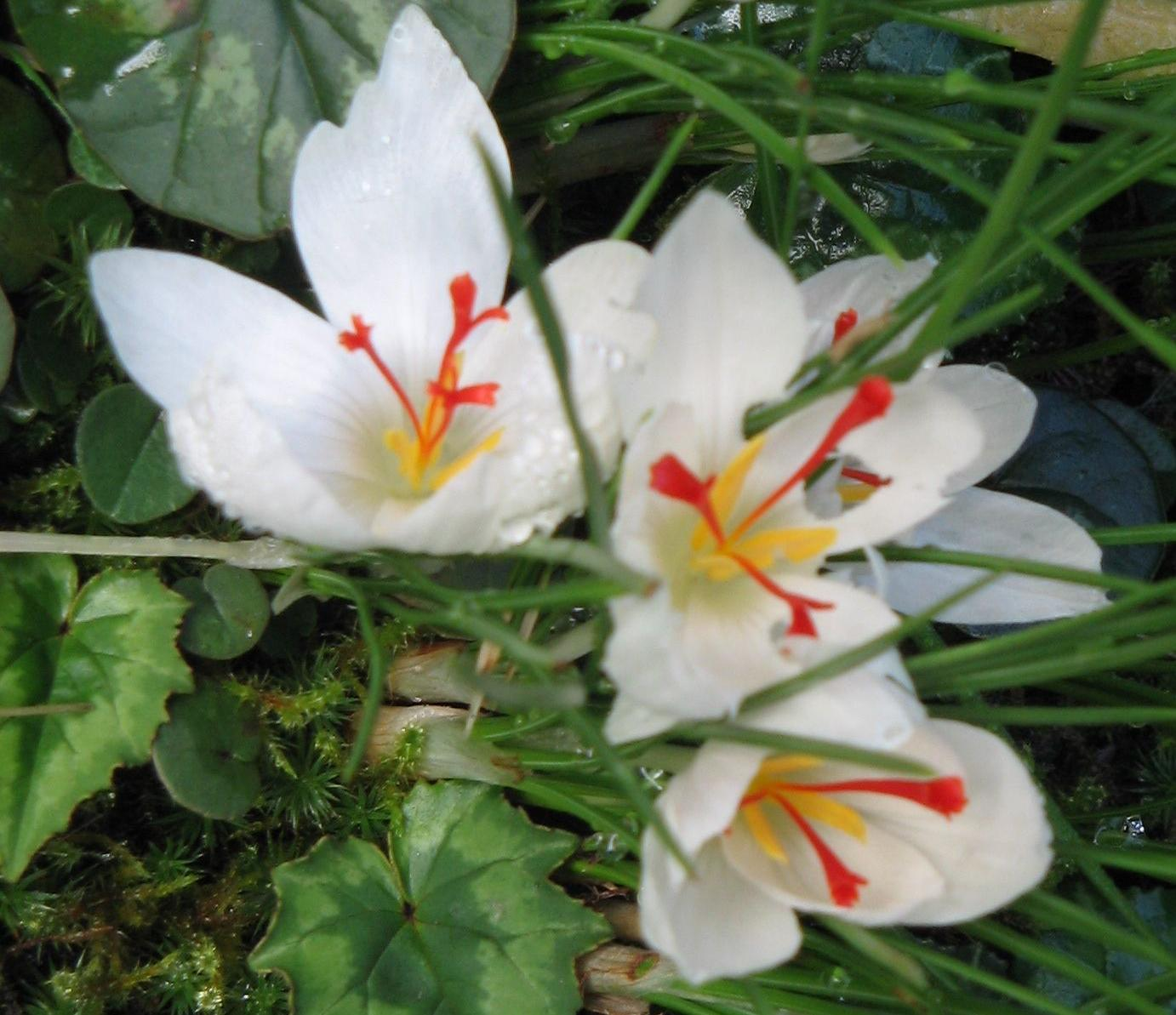
Crocus cartwrightianus
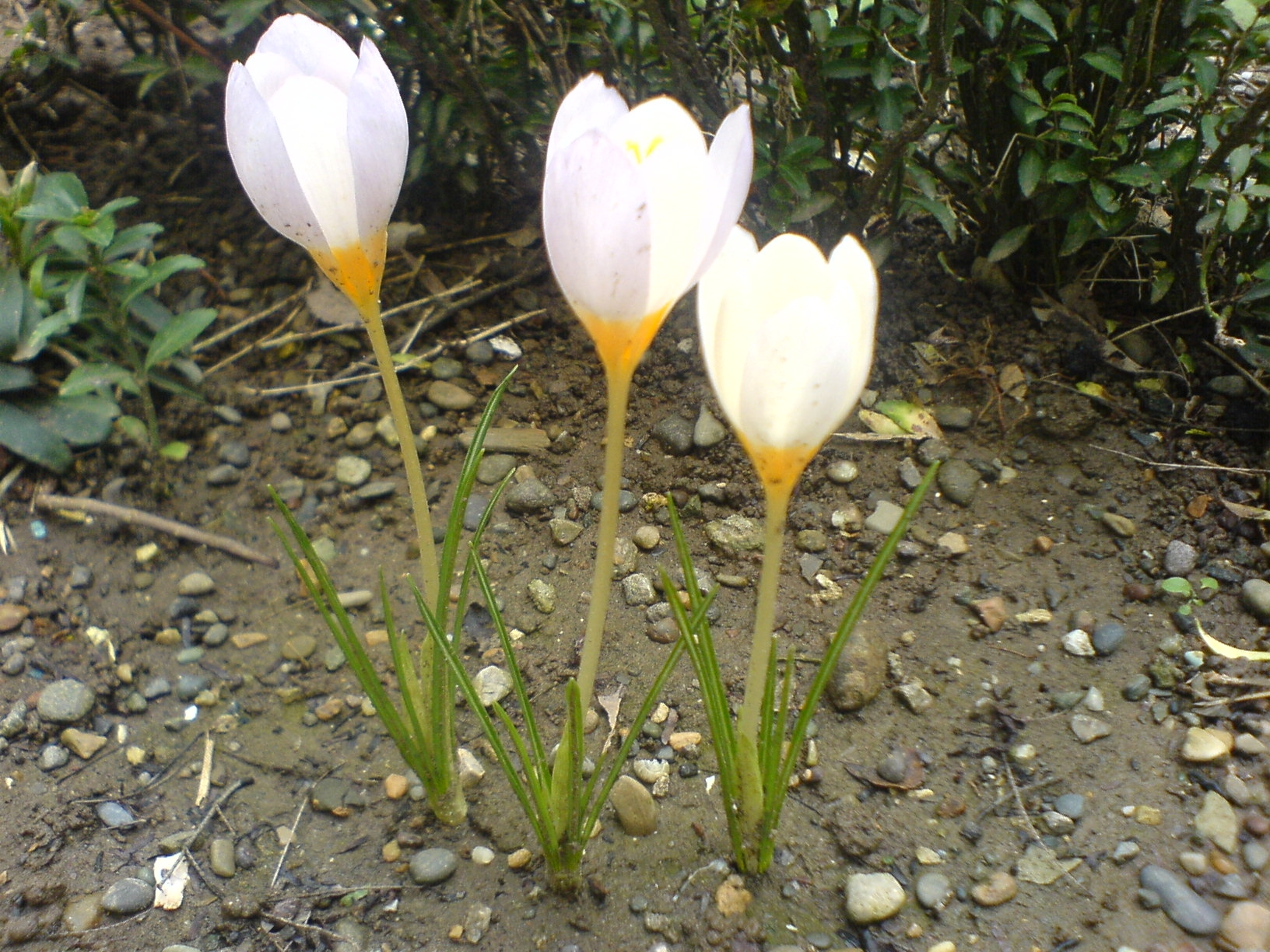
Crocus caspius
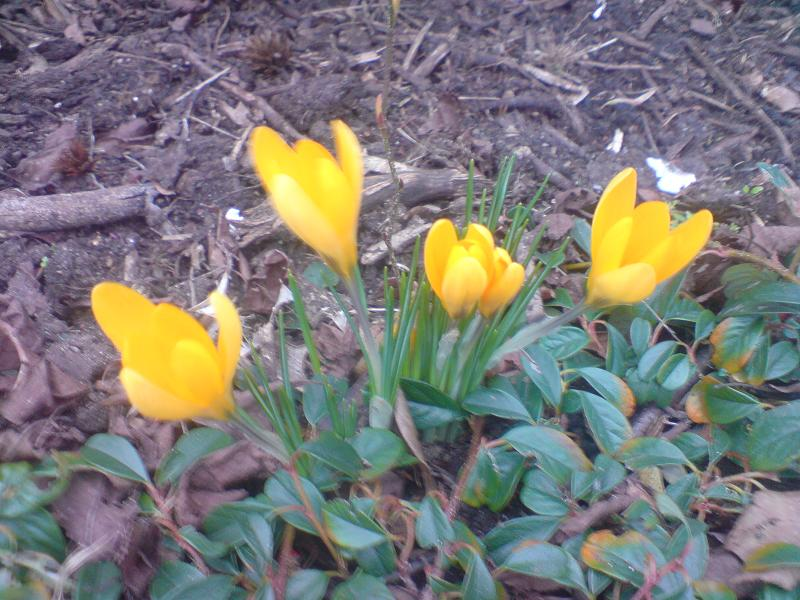
Crocus chrysanthus
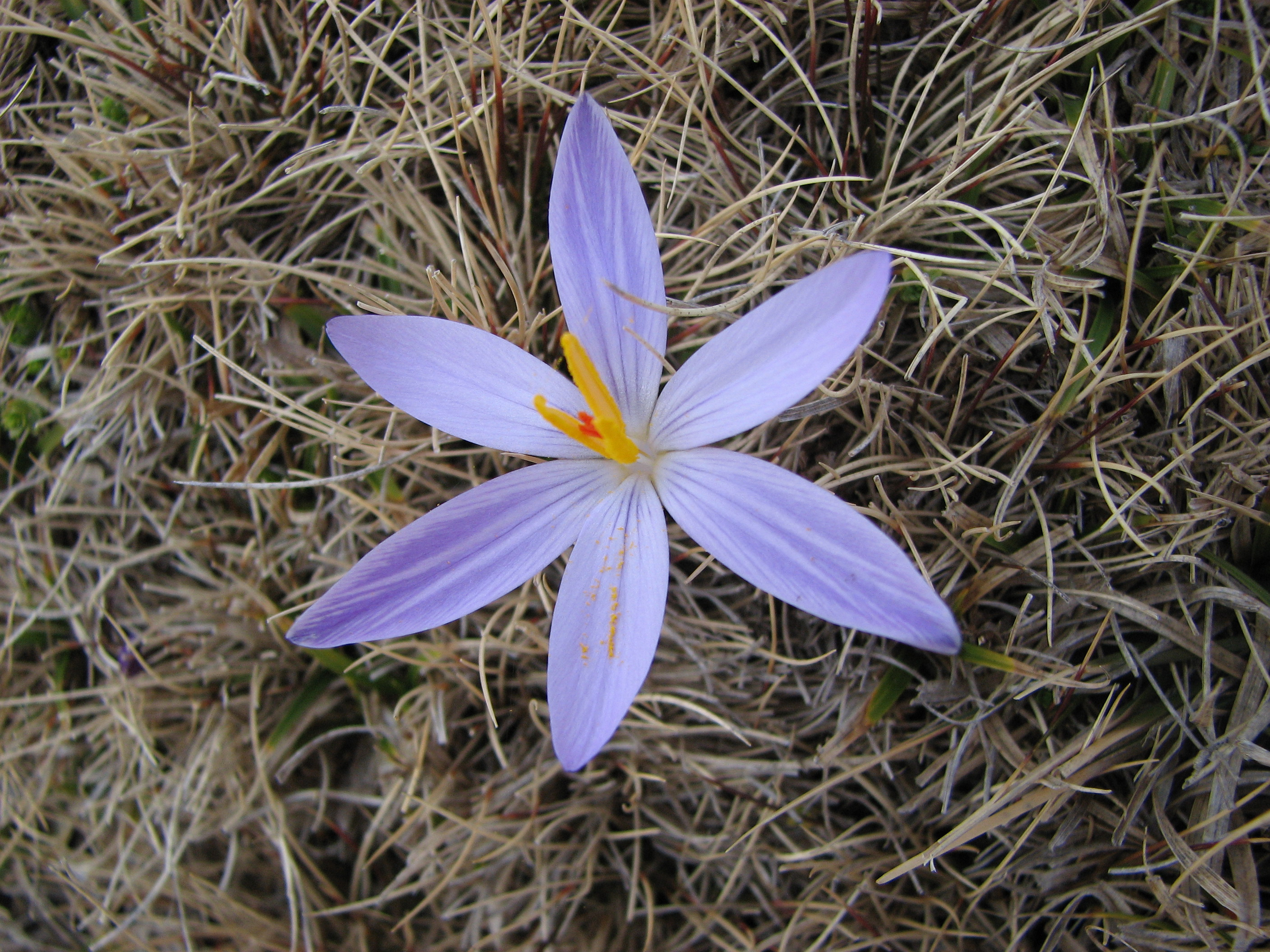
Crocus corsicus

## D
- Crocus dalmaticus Vis.
- Crocus damascenus Herb.
- Crocus danfordiae Maw
- Crocus danubensis Kernd., Pasche, Randjel. & V.Randjel.
- Crocus demirizianus Erol & Can
- Crocus dilekyarensis Ruksans
- Crocus dispathaceus Bowles
- Crocus duncanii Ruksans
- Crocus duplex Weston

## E
- Crocus etruscus Parl., 1860

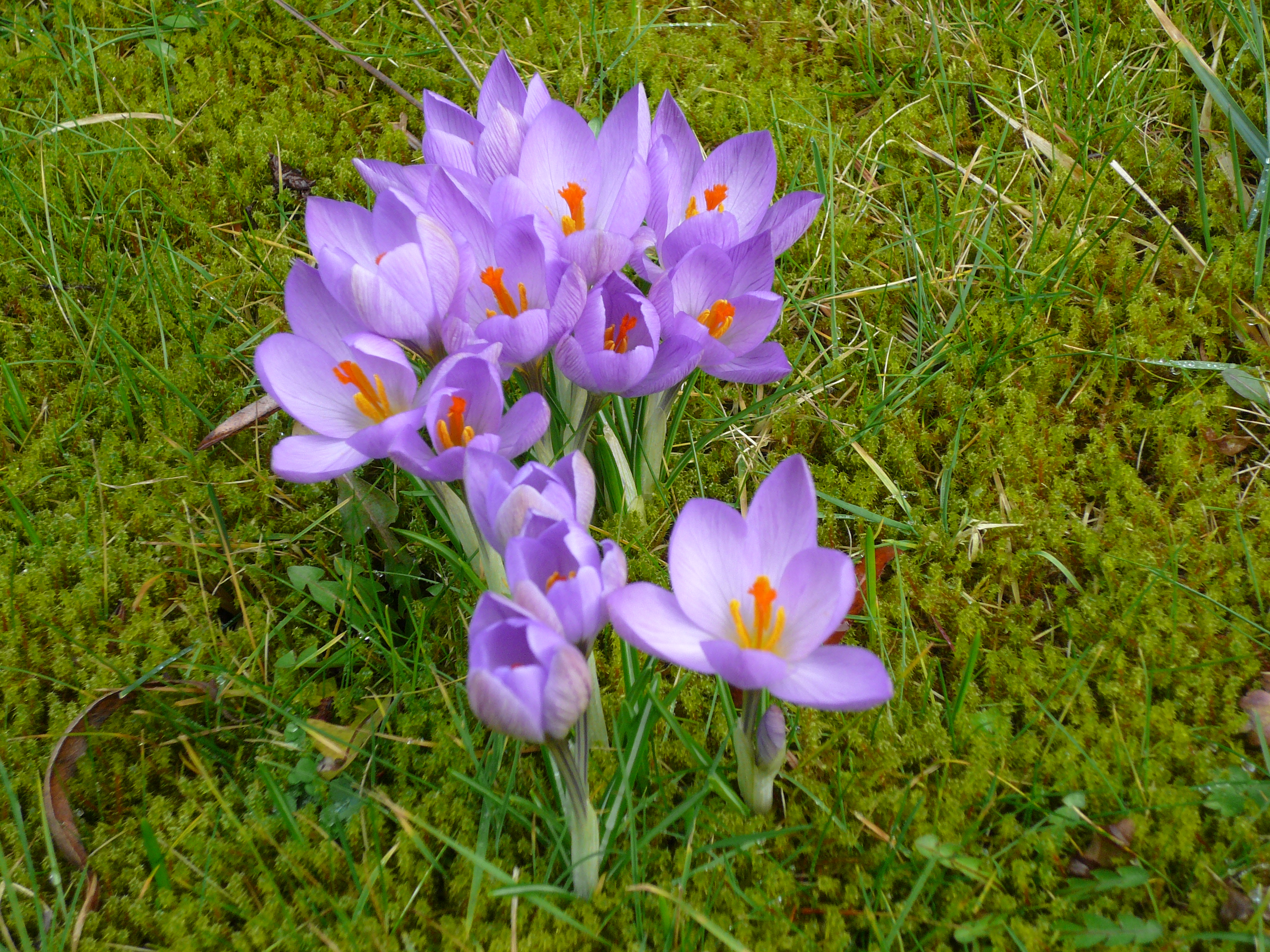
Crocus etruscus

## F
- Crocus fauseri Kernd. & Pasche
- Crocus fibroannulatus (Kernd. & Pasche) Kernd., Pasche & Harpke
- Crocus filis-maculatis Kernd. & Pasche
- Crocus flavus Weston
- Crocus fleischeri J.Gay

## G
- Crocus gargaricus Herb.
- Crocus geghartii Sosn.
- Crocus gembosii Ruksans
- Crocus georgei Ruksans
- Crocus gilanicus B.Mathew
- Crocus goulimyi Turrill
- Crocus graveolens Boiss. & Reut.
- Crocus gunae Ruksans
- Crocus guneri (Yüzb.) Ruksans

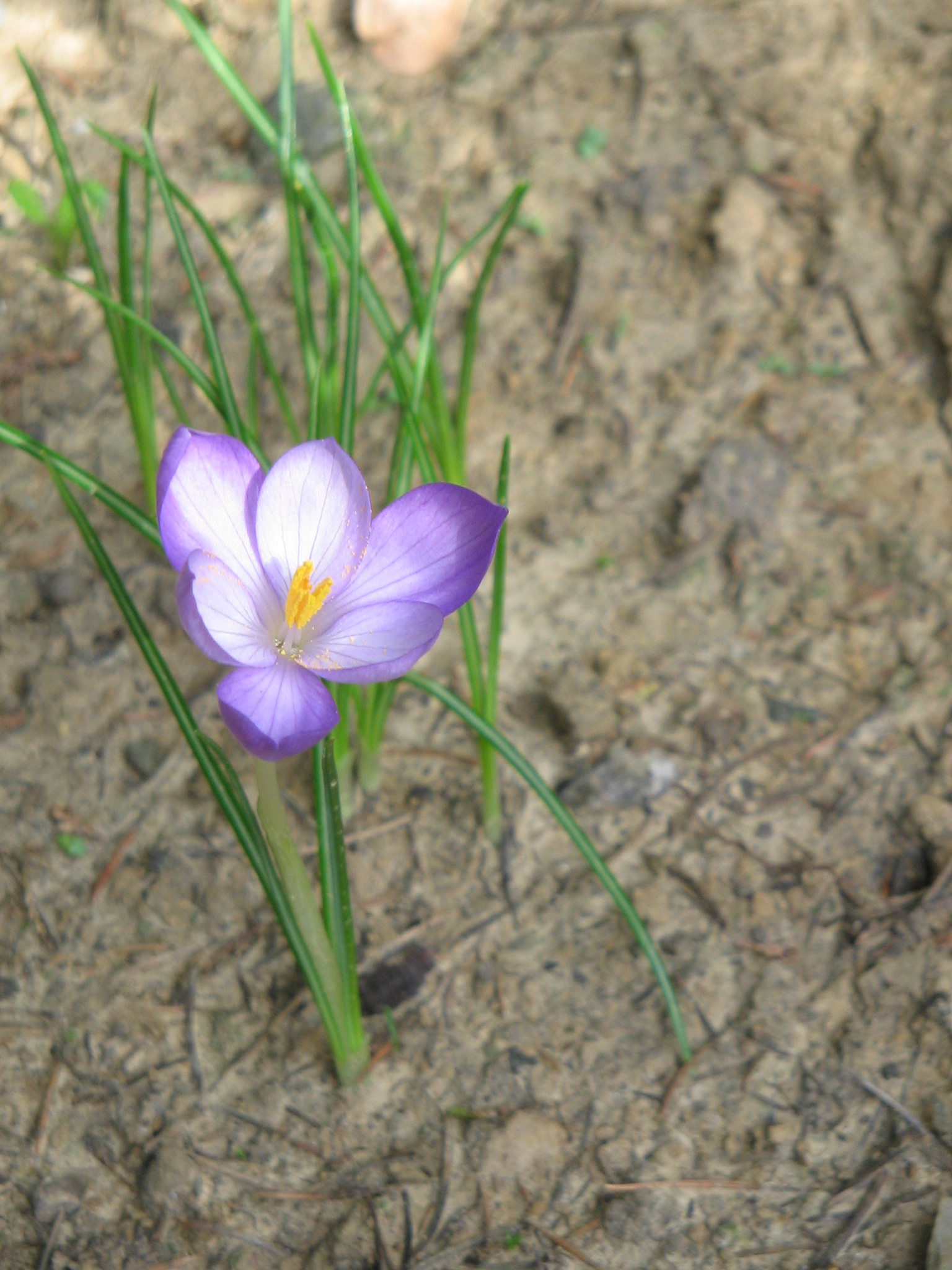
Crocus goulimyi
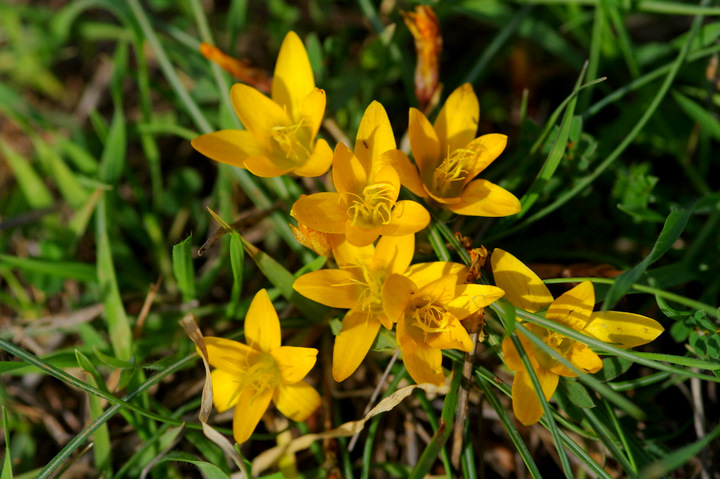
Crocus graveolens

## H
- Crocus hadriaticus Herb., 1845
- Crocus hakkariensis (B.Mathew) Ruksans
- Crocus harpkeae Ruksans
- Crocus hartmannianus Holmboe, 1914
- Crocus harveyi Ruksans
- Crocus hatayensis Ruksans
- Crocus haussknechtii (Boiss. & Reut. ex Maw) Boiss.
- Crocus heilbronniorum Erol
- Crocus hellenicus (Ruksans) Ruksans
- Crocus henrikii Ruksans
- Crocus hermoneus Kotschy ex Maw, 1881
- Crocus heuffelianus Herb.
- Crocus hittiticus T.Baytop & B.Mathew
- Crocus hyemalis Boiss. & Blanche, 1859

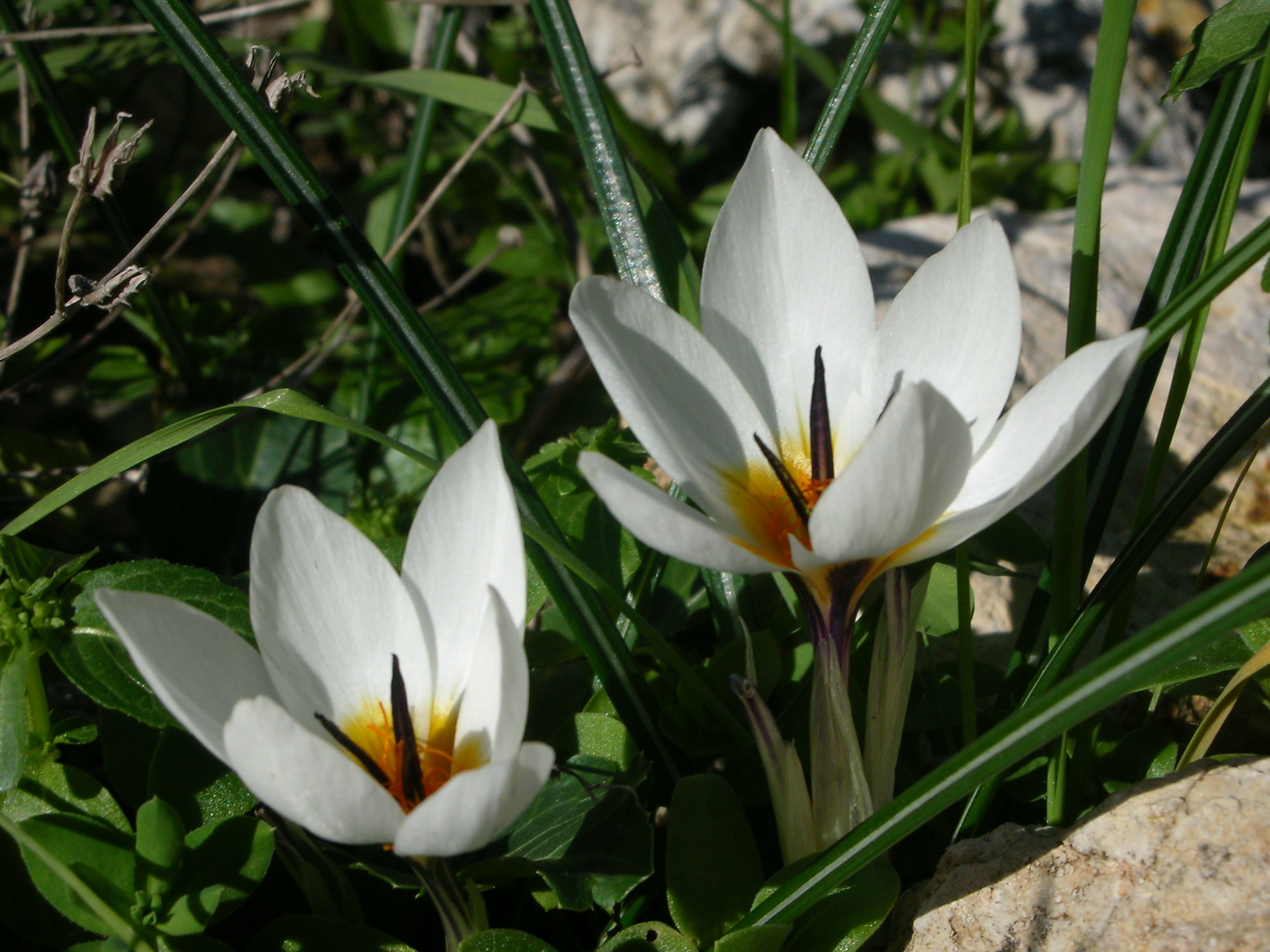
Crocus hyemalis

## I
- Crocus ibrahimii  (Ruksans) Ruksans
- Crocus ilgazensis (B.Mathew) Ruksans
- Crocus ilvensis Peruzzi & Carta
- Crocus imperati Ten.
- Crocus incognitus Kernd. & Pasche
- Crocus inghamii Ruksans
- Crocus ionopharynx (Kernd. & Pasche) Kernd., Pasche & Harpke
- Crocus iranicus Ruksans
- Crocus isauricus Siehe ex Bowles
- Crocus istanbulensis (B.Mathew) Ruksans

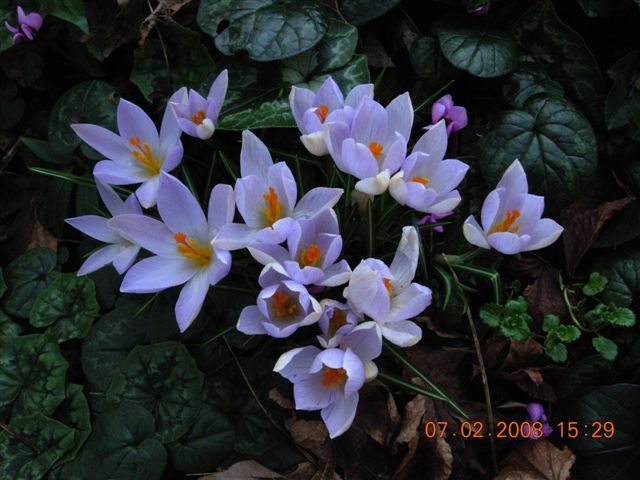
Crocus imperati

## J
- Crocus jablanicensis Randjel. & V.Randjel.

## K
- Crocus kangalensis Kernd. & Pasche
- Crocus karamanensis Kernd. & Pasche
- Crocus karduchorum Kotschy ex Maw, 1881
- Crocus kartaldagensis Kernd. & Pasche
- Crocus katrancensis Kernd. & Pasche
- Crocus keltepensis Yüzb.
- Crocus kerndorffiorum Pasche, 1994
- Crocus kofudagensis Ruksans
- Crocus korolkowii Maw & Regel, 1879
- Crocus kosaninii Pulevic, 1976
- Crocus kotschyanus K.Koch, 1853
- Crocus kurdistanicus (Maroofi & Assadi) Ruksans

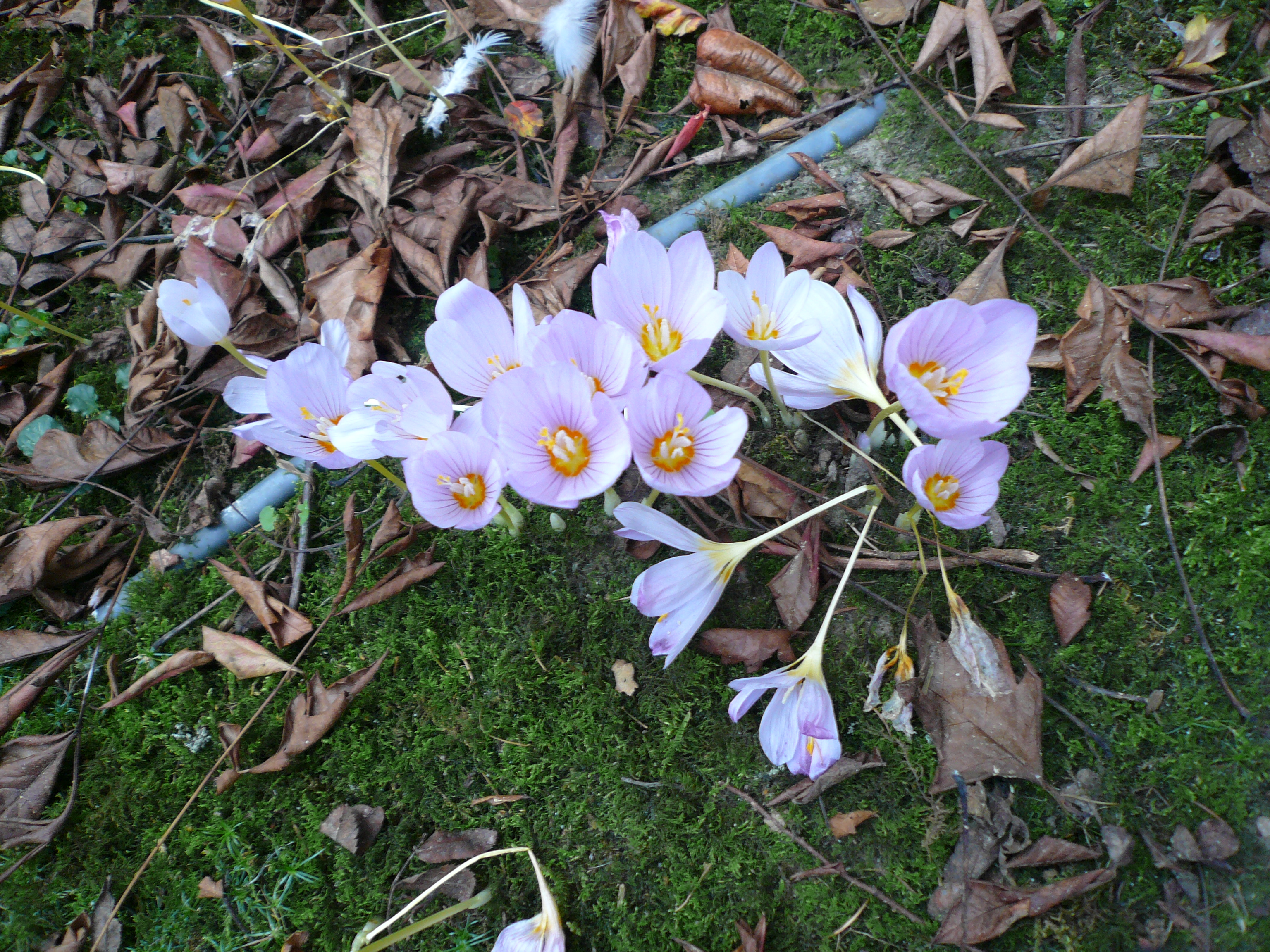
Crocus kotschyanus

## L
- Crocus laevigatus Bory & Chaub., 1832
- Crocus lazicus Boiss.
- Crocus leichtlinii (Dewer) Bowles, 1924
- Crocus leucostylosus (Kernd. & Pasche) Kernd., Pasche & Harpke
- Crocus ligusticus Mariotti, 1988
- Crocus longiflorus Raf., 1810
- Crocus lyciotauricus Kernd. & Pasche
- Crocus lycius (B.Mathew) Ruksans
- Crocus lydius Kernd. & Pasche

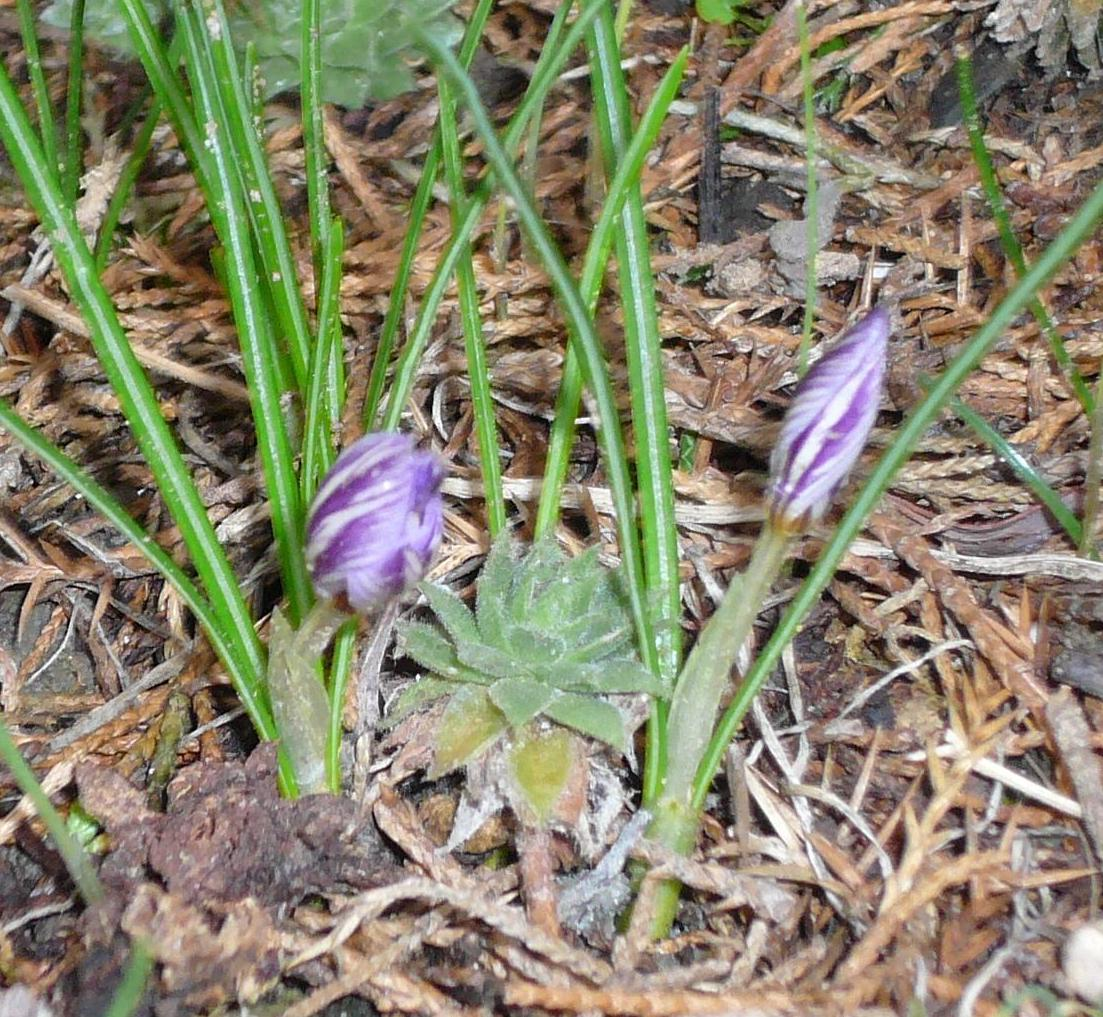
Crocus laevigatus
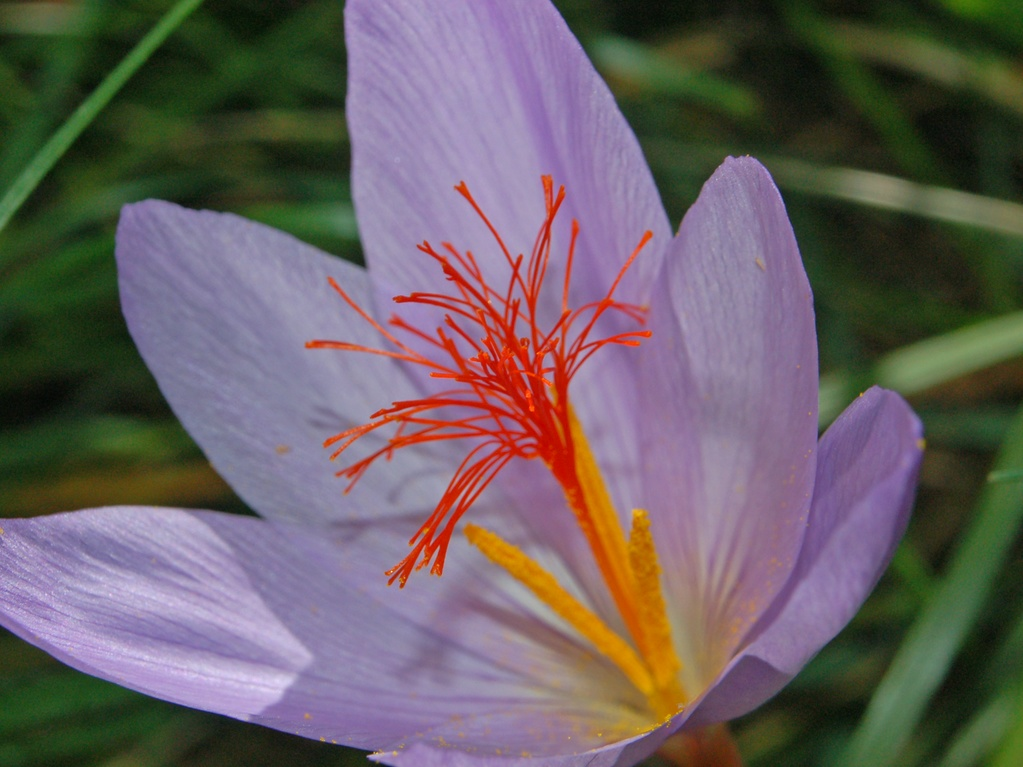
Crocus ligusticus
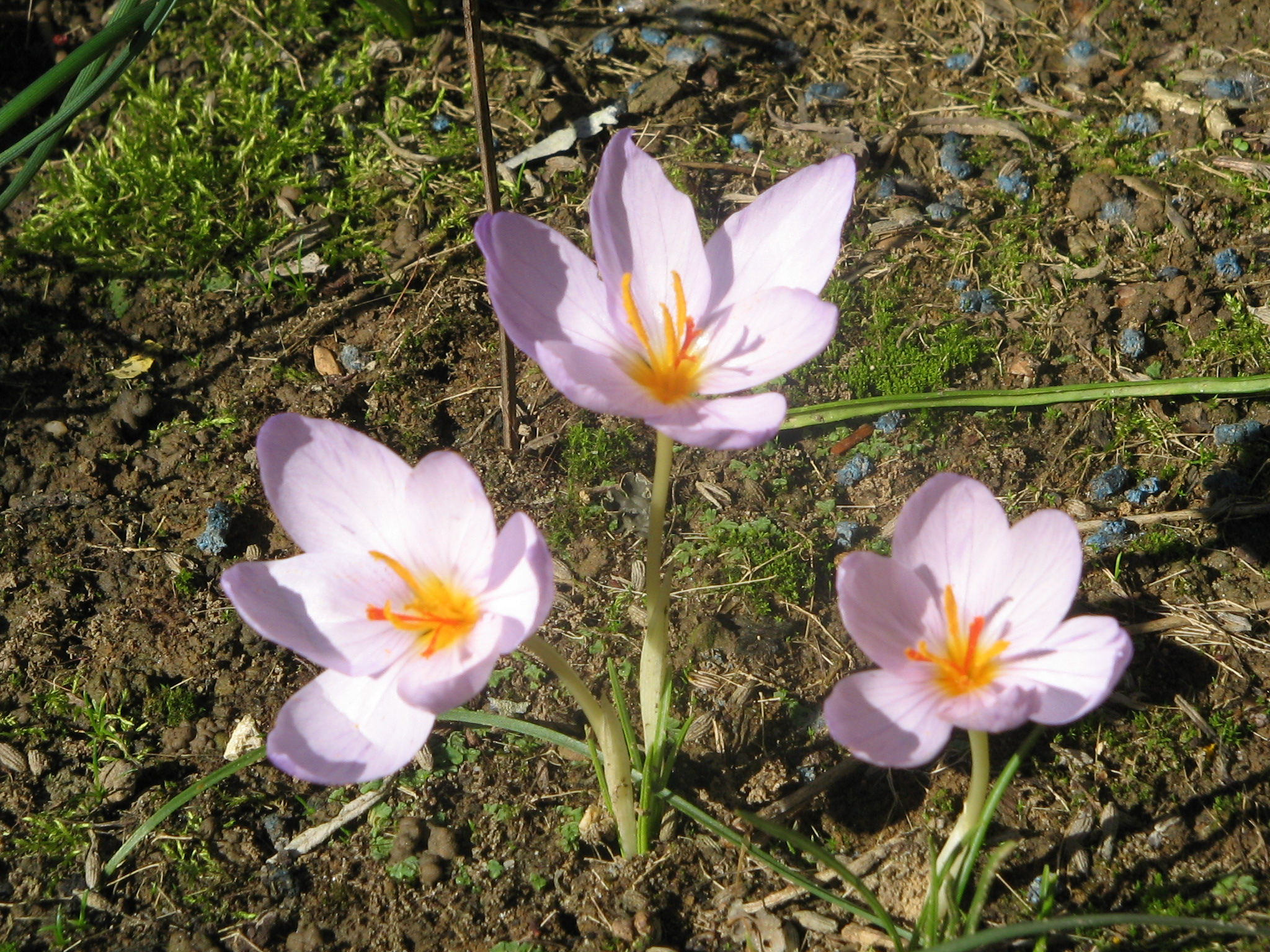
Crocus longiflorus

## M
- Crocus macedonicus Ruksans
- Crocus malatyensis Kernd. & Pasche
- Crocus malyi Vis., 1871
- Crocus marasensis Kernd. & Pasche
- Crocus mathewii Kerndorff & Pasche, 1994
- Crocus mawii Kernd. & Pasche
- Crocus mazziaricus Herb.
- Crocus mediotauricus Kernd. & Pasche
- Crocus melantherus Boiss. & Orph. ex Maw
- Crocus mersinensis Kernd. & Pasche
- Crocus michelsonii B.Fedtsch., 1932
- Crocus micranthus Boiss.
- Crocus minimus DC., 1804
- Crocus minutus Kernd. & Pasche
- Crocus moabiticus Bornm., 1912
- Crocus mouradi Whittall
- Crocus muglaensis Ruksans
- Crocus multicostatus Kernd. & Pasche
- Crocus munzurense Kernd. & Pasche
- Crocus musagecitii Erol & Yildirim
- Crocus mysius Kernd. & Pasche

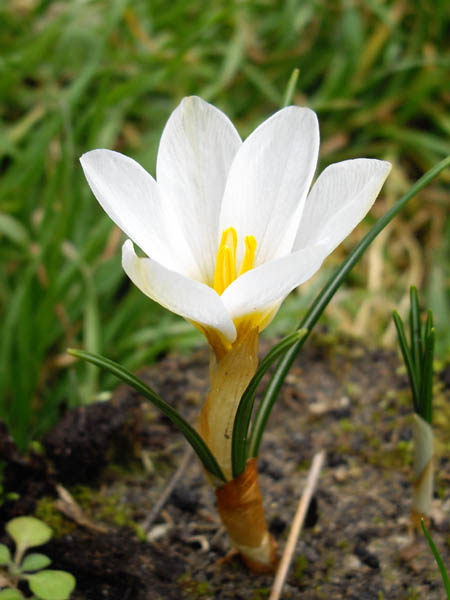
Crocus malyi
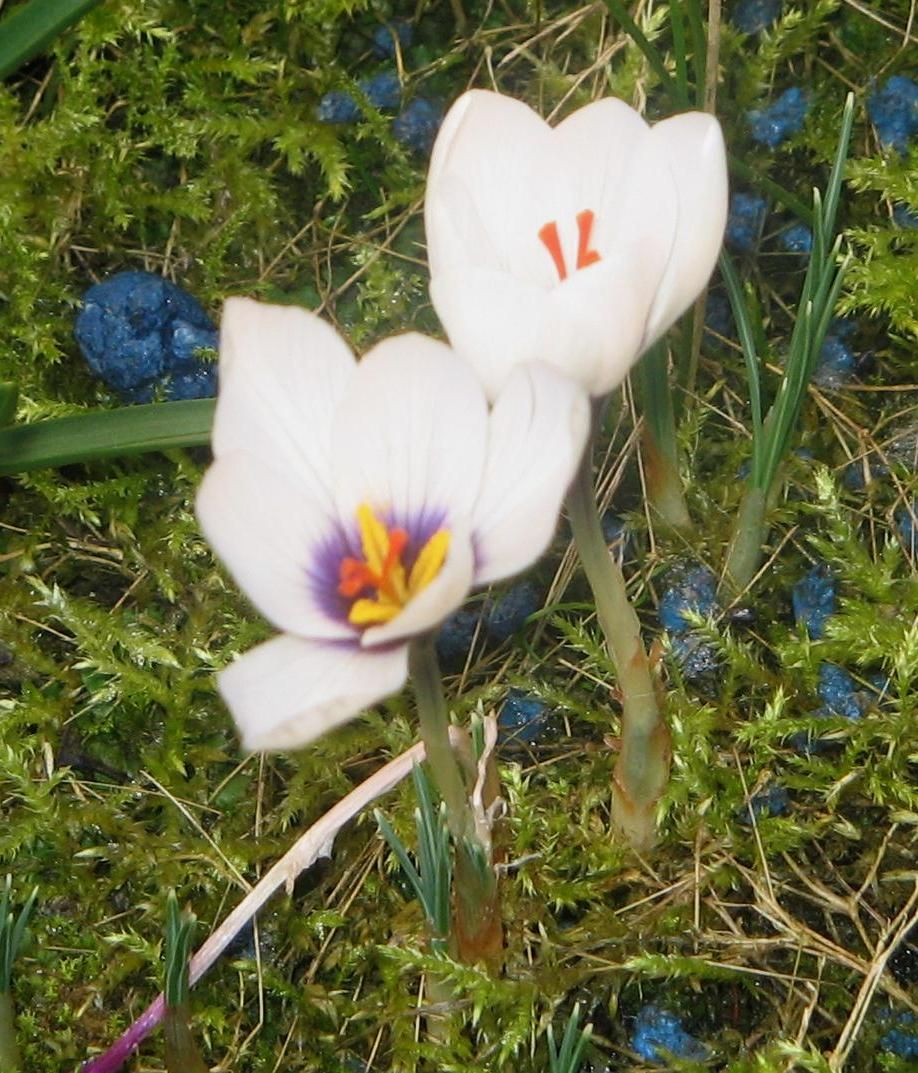
Crocus mathewii
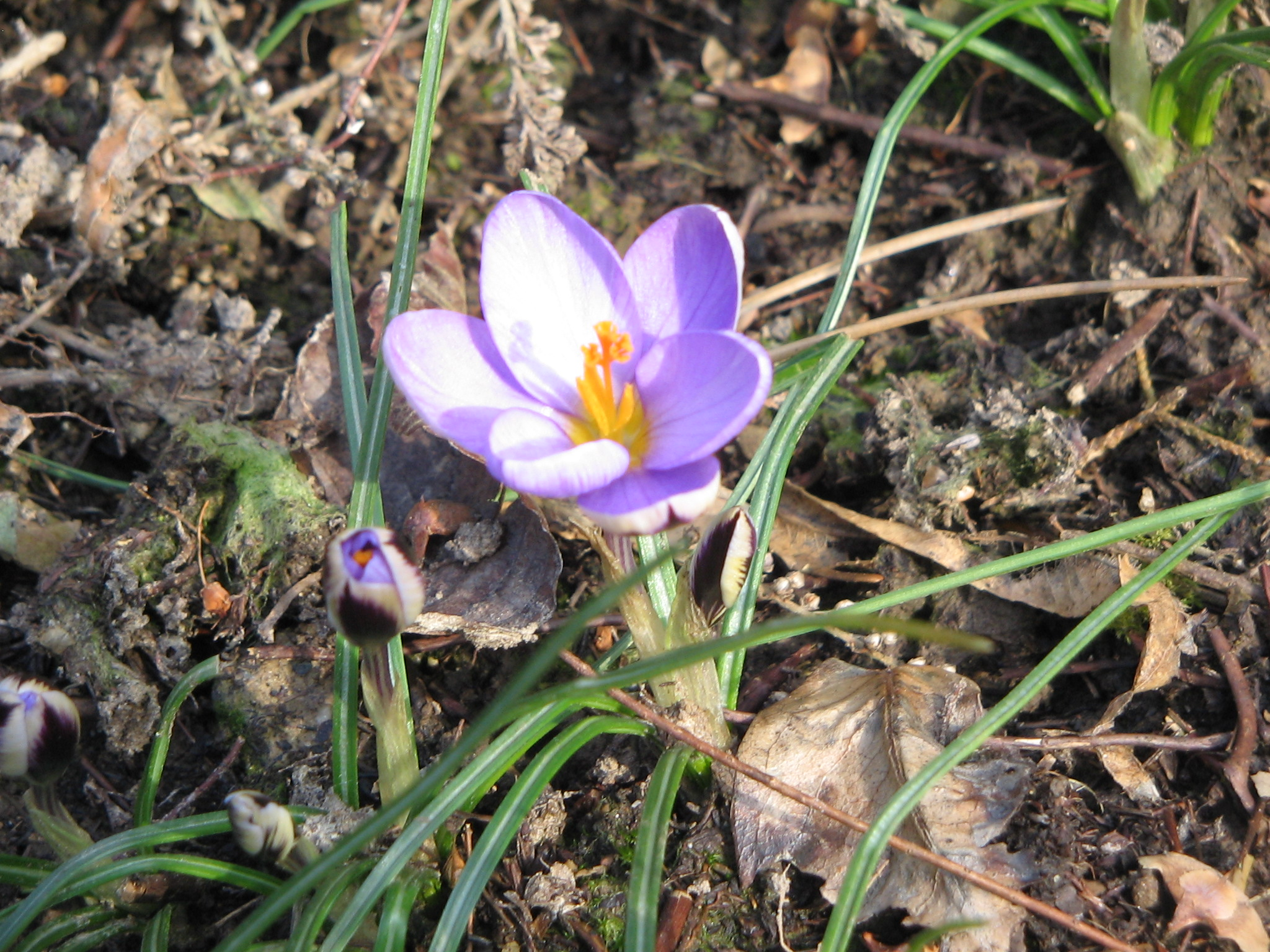
Crocus minimus

## N
- Crocus naqabensis Al-Eisawi & Kiswani, 2001
- Crocus neapolitanus (Ker Gawl.) Loisel.
- Crocus neglectus Peruzzi & Carta
- Crocus nerimaniae Yüzb., 2004
- Crocus nevadensis Amo & Campo, 1871
- Crocus nivalis Bory & Chaub.
- Crocus niveus Bowles, 1900
- Crocus novicii V.Randjel. & Miljkovic
- Crocus nubigena Herb.
- Crocus nudiflorus Sm., 1798

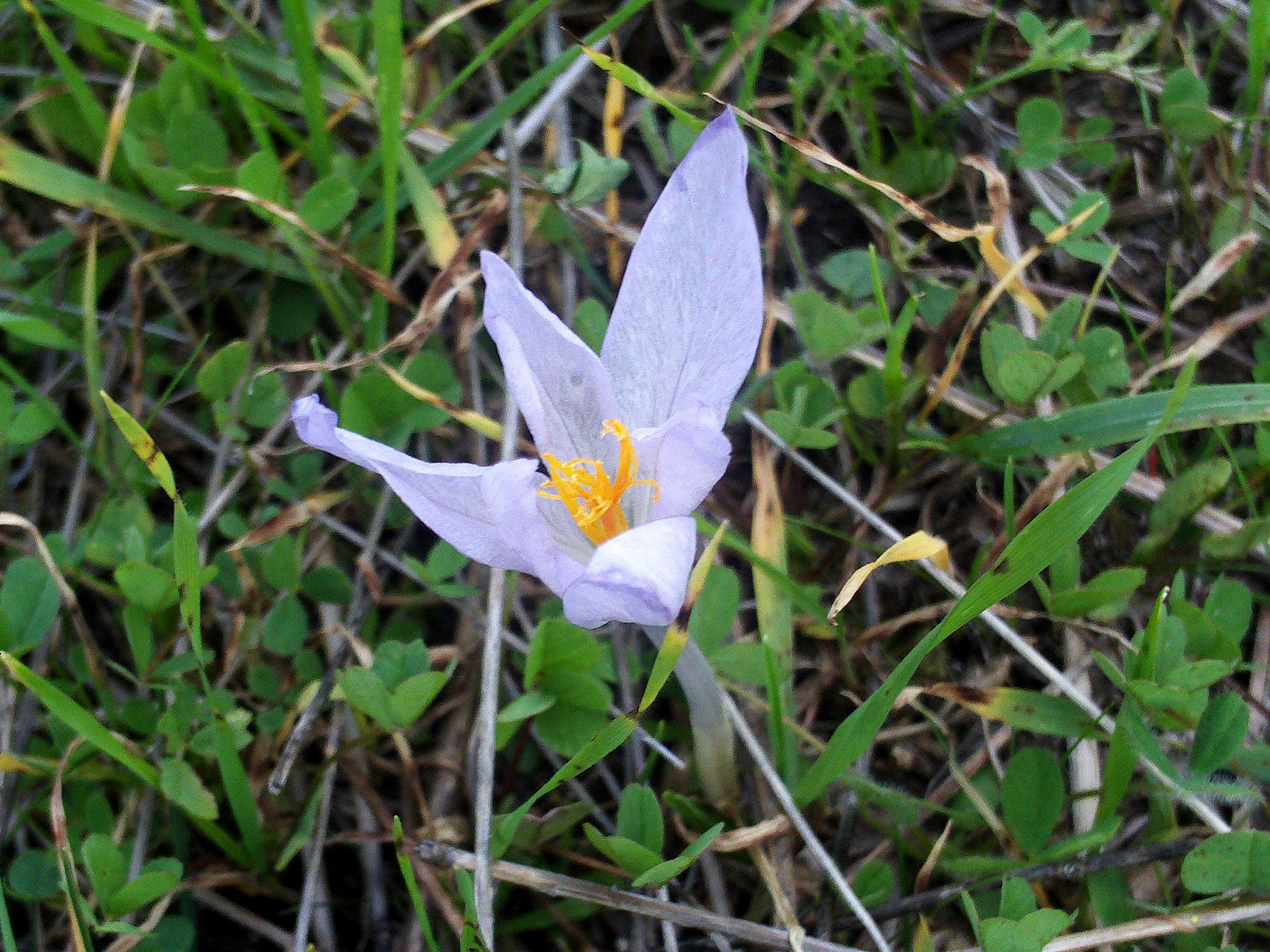
Crocus nevadensis
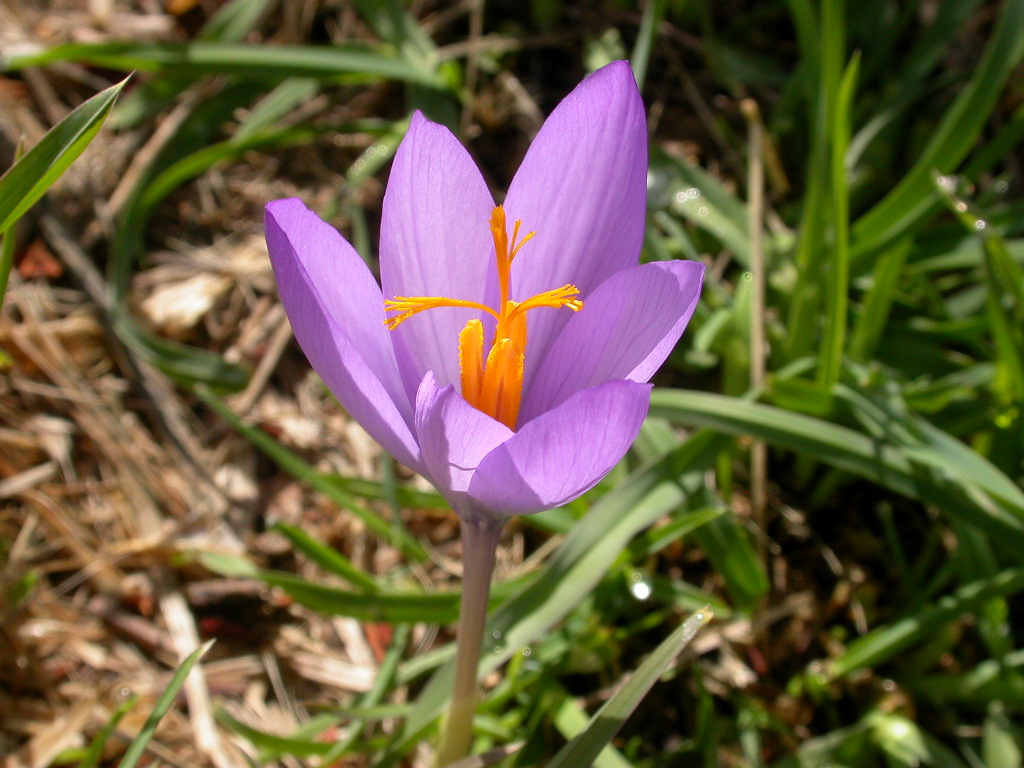
Crocus nudiflorus

## O
- Crocus ochroleucus Boiss. & Gaill., 1859
- Crocus olivieri J.Gay, 1831
- Crocus oreocreticus B.L.Burtt, 1949
- Crocus oreogenus Kernd. & Pasche
- Crocus orphei Karampl. & Constantin.

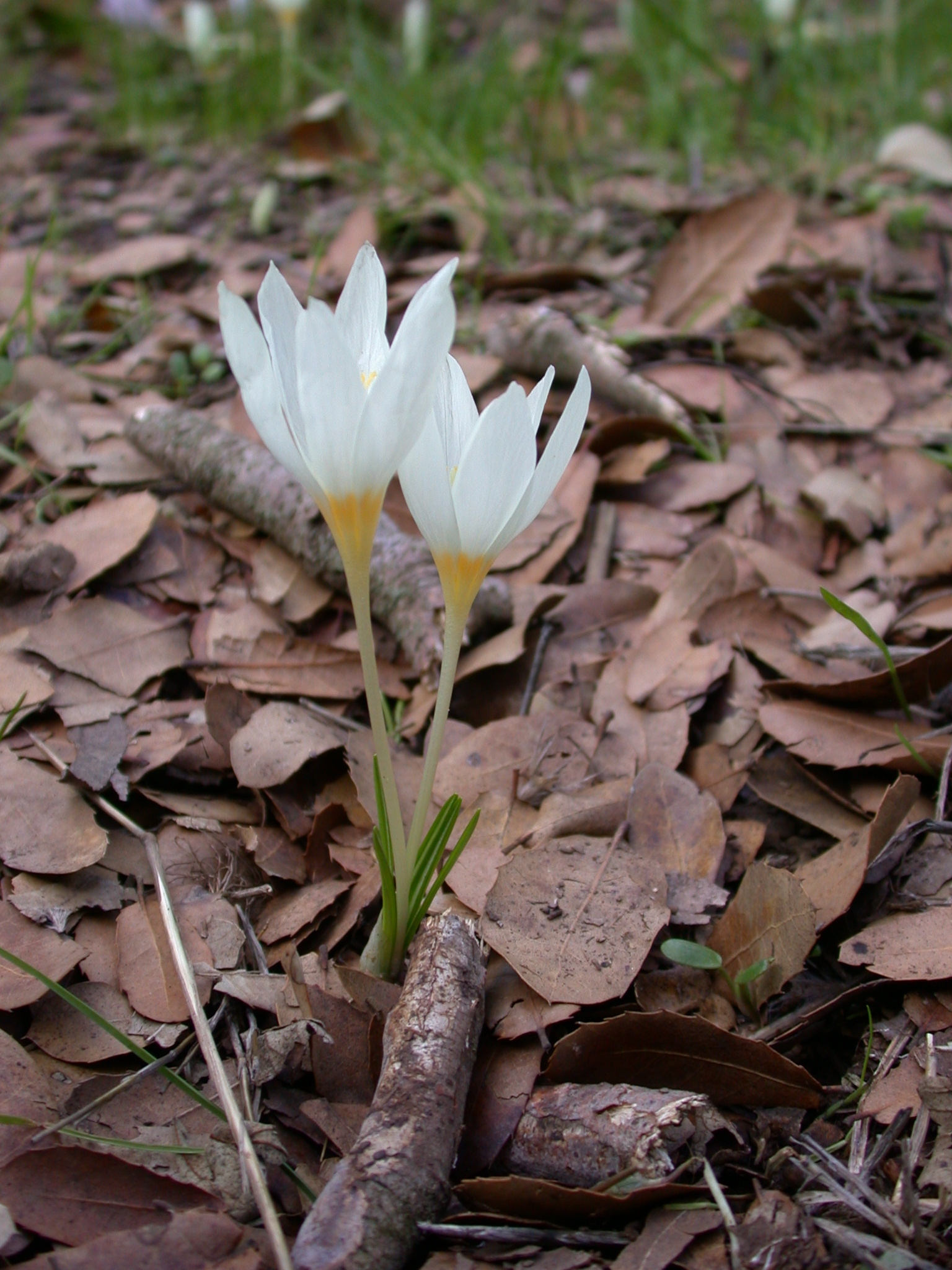
Crocus ochroleucus

## P
- Crocus pallasii Goldb., 1817
- Crocus pamphylicus (B.Mathew) Ruksans
- Crocus paschei Kerndorff, 1994
- Crocus pelistericus Pulevic, 1976
- Crocus pelitensis Kernd. & Pasche
- Crocus pestalozzae Boiss., 1854
- Crocus ponticus Kernd. & Pasche
- Crocus pseudonubigena (B.Mathew) Kernd., Pasche & Harpke
- Crocus pulchellus Herb., 1841
- Crocus pulchricolor (Herb.) Herb. ex Tchich.
- Crocus pumilus (Ruksans) Ruksans
- Crocus punctatus (B.Mathew) Kernd., Pasche & Harpke
- Crocus puringii Ruksans

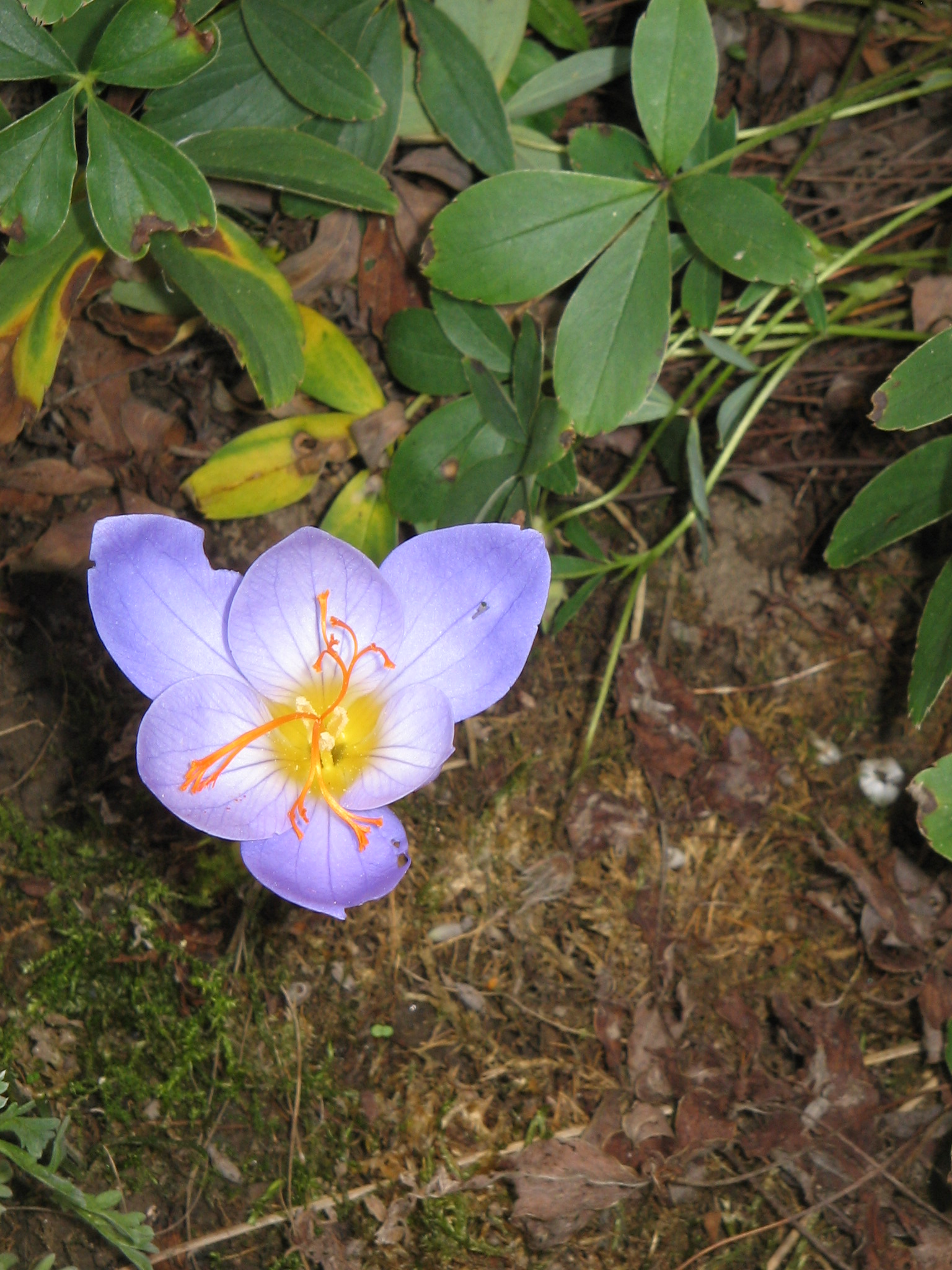
Crocus pulchellus

## R
- Crocus randjeloviciorum Kernd., Pasche, Harpke & Raca
- Crocus rechingeri Kernd. & Pasche
- Crocus reinhardii Ruksans
- Crocus reticulatus Steven ex Adam, 1805
- Crocus rhodensis Ruksans
- Crocus robertianus C.D.Brickell, 1973
- Crocus romuleoides Kernd. & Pasche
- Crocus rujanensis Randjel. & D.A.Hill, 1990
- Crocus ruksansii Zubov

## S
- Crocus sakaltutanensis Ruksans
- Crocus sakariensis (Ruksans) Ruksans
- Crocus salurdagensis Kernd. & Pasche
- Crocus salzmannii J.Gay
- Crocus sanandajensis Kernd. & Pasche
- Crocus sarichinarensis (Ruksans) Ruksans
- Crocus sativus L., 1753
- Crocus scardicus Kosanin, 1926
- Crocus scharojanii Rupr., 1868
- Crocus schneideri Kernd. & Pasche
- Crocus seisumsiana Ruksans
- Crocus siculus Tineo
- Crocus sieberi J.Gay, 1831
- Crocus sieheanus Barr ex B.L.Burtt, 1938
- Crocus simavensis Kernd. & Pasche
- Crocus sipyleus (F.Candan & Özhatay) Ruksans
- Crocus sivasensis Kernd. & Pasche
- Crocus sozenii Ruksans
- Crocus speciosus M.Bieb., 1800
- Crocus stevensii Ruksans
- Crocus striatulus Kernd. & Pasche
- Crocus stridii Papan. & Zacharof
- Crocus suaveolens Bertol., 1826
- Crocus suwarowianus K.Koch, 1848

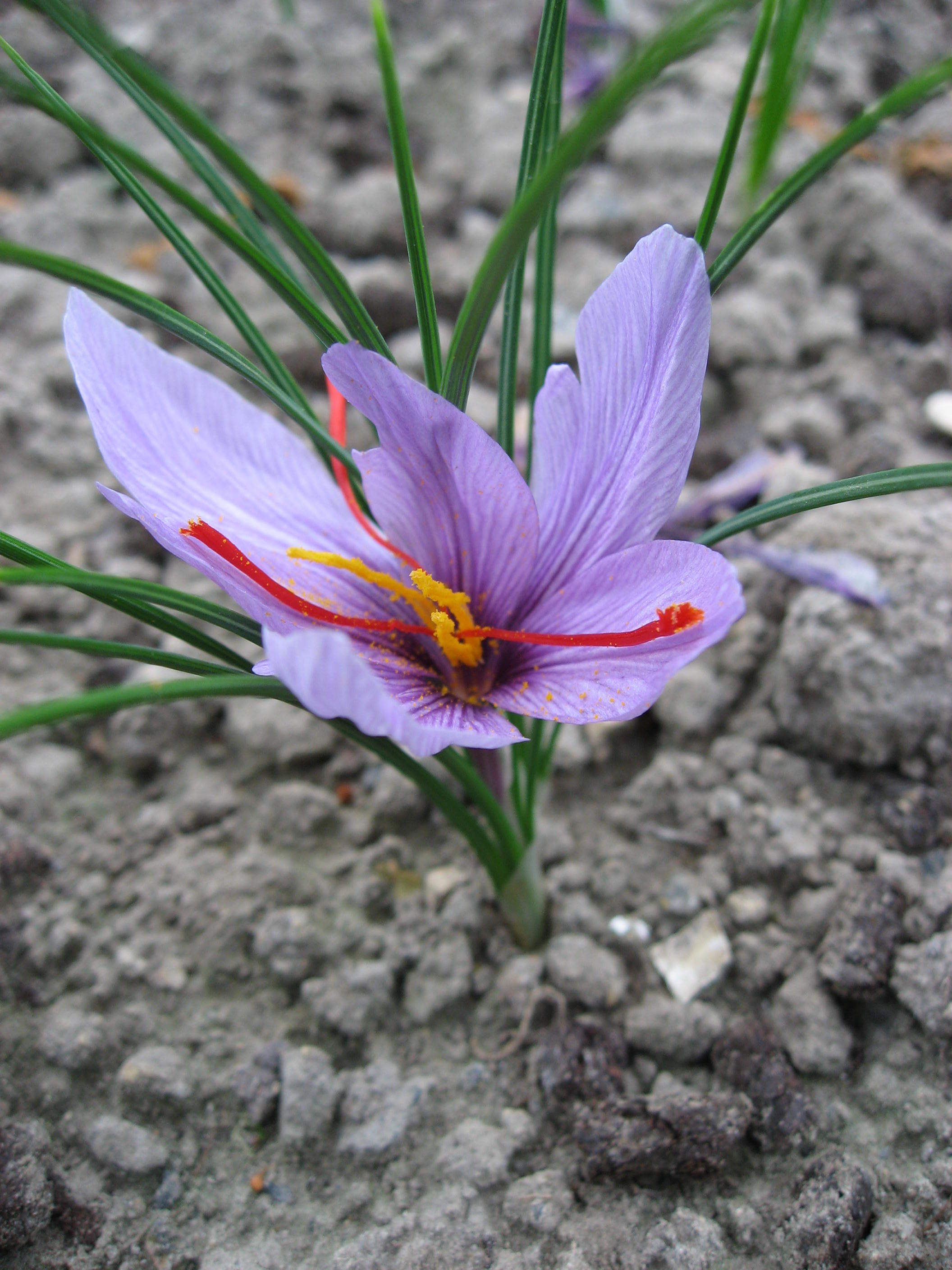
Crocus sativus
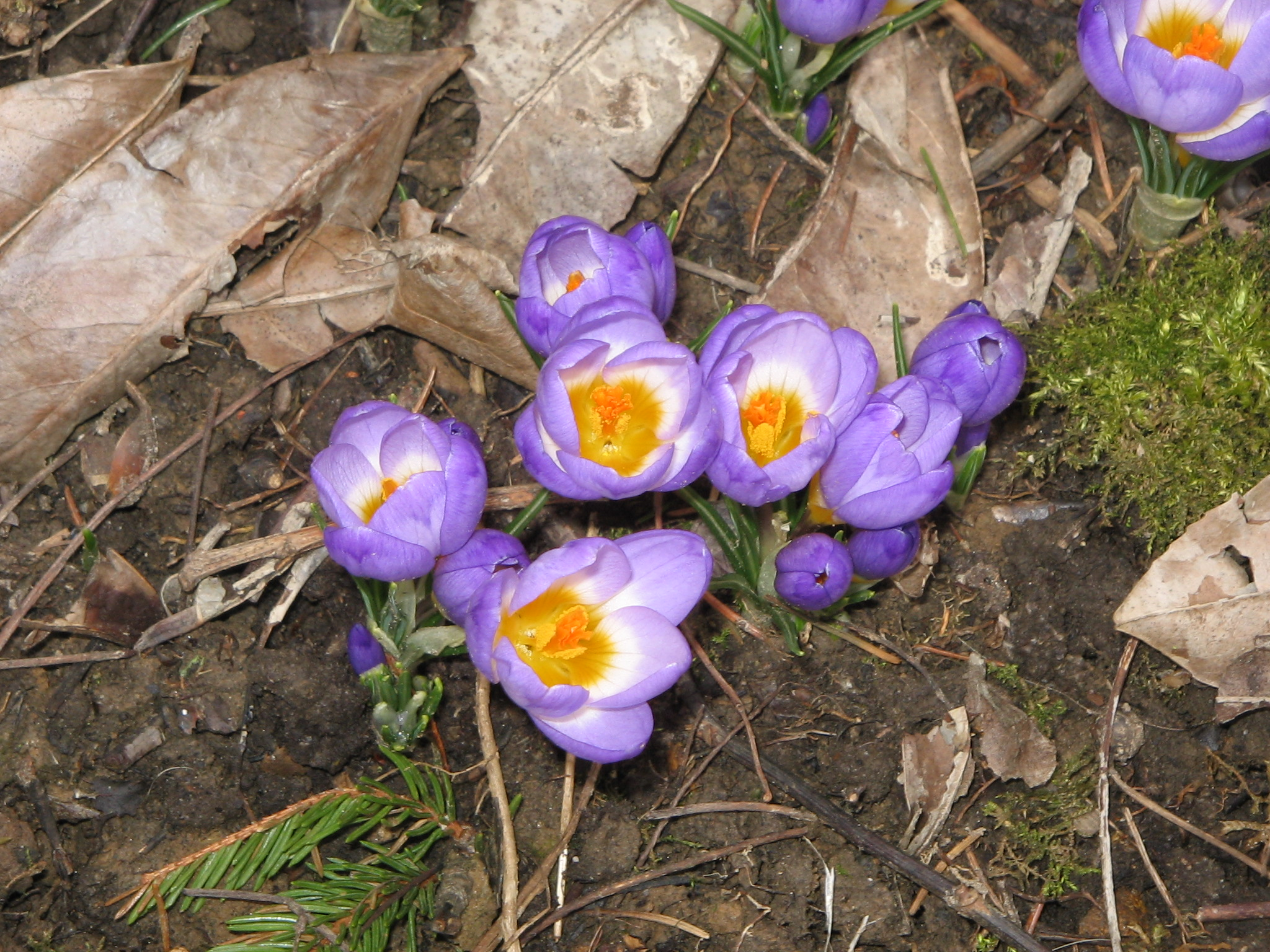
Crocus sieberi
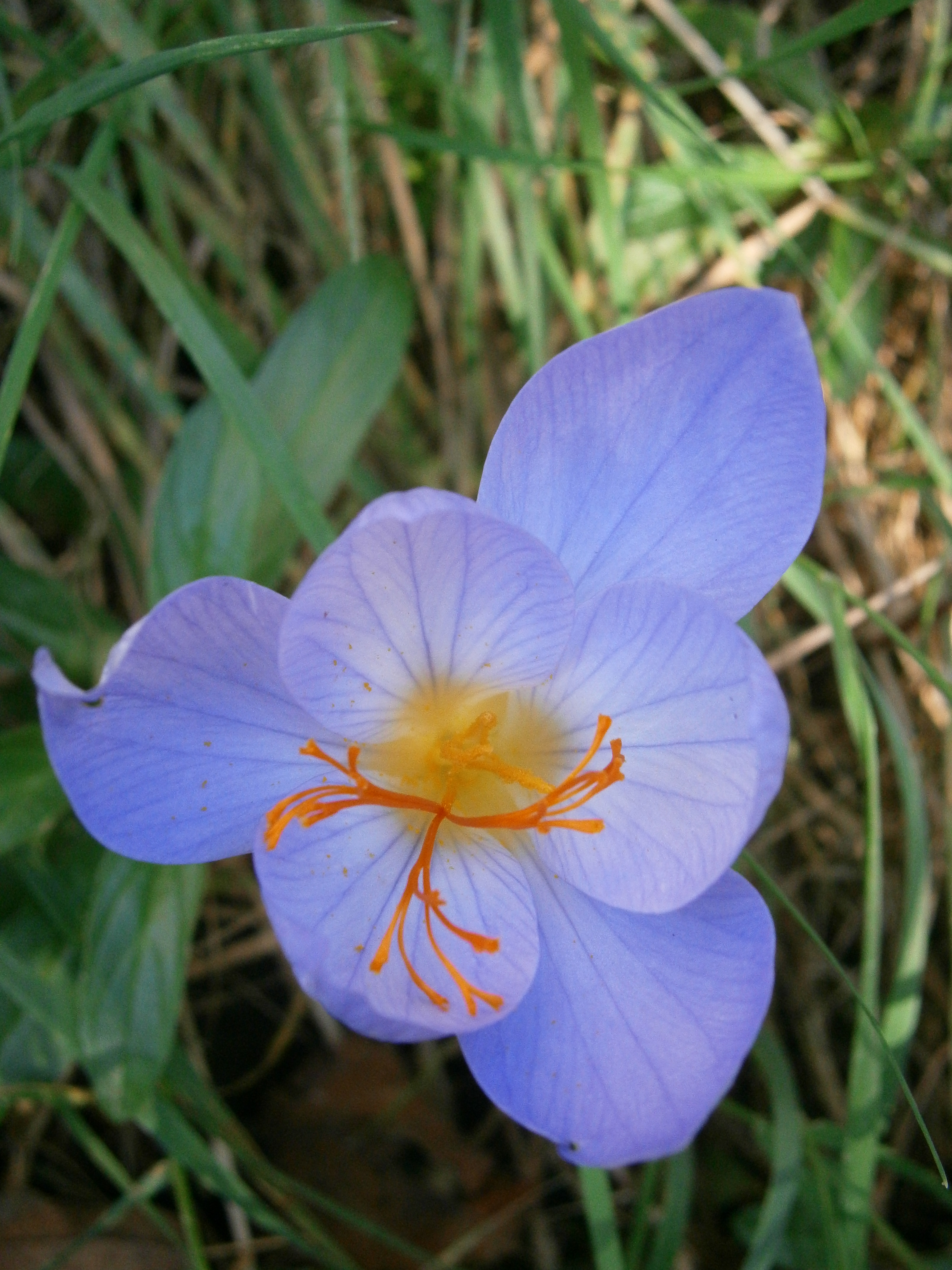
Crocus speciosus

## T
- Crocus tahtaliensis Kernd. & Pasche
- Crocus taseliensis Kernd. & Pasche
- Crocus tauri Maw
- Crocus tauricus (Trautv.) Puring
- Crocus terzioghlui Erol
- Crocus thirkeanus K.Koch
- Crocus thomasii Ten., 1826
- Crocus thracicus Yüzb. & Aslan
- Crocus tommasinianus Herb., 1847
- Crocus tournefortii J.Gay, 1831
- Crocus tuna-ekimii Yüzb.
- Crocus turcicus (B.Mathew) Ruksans

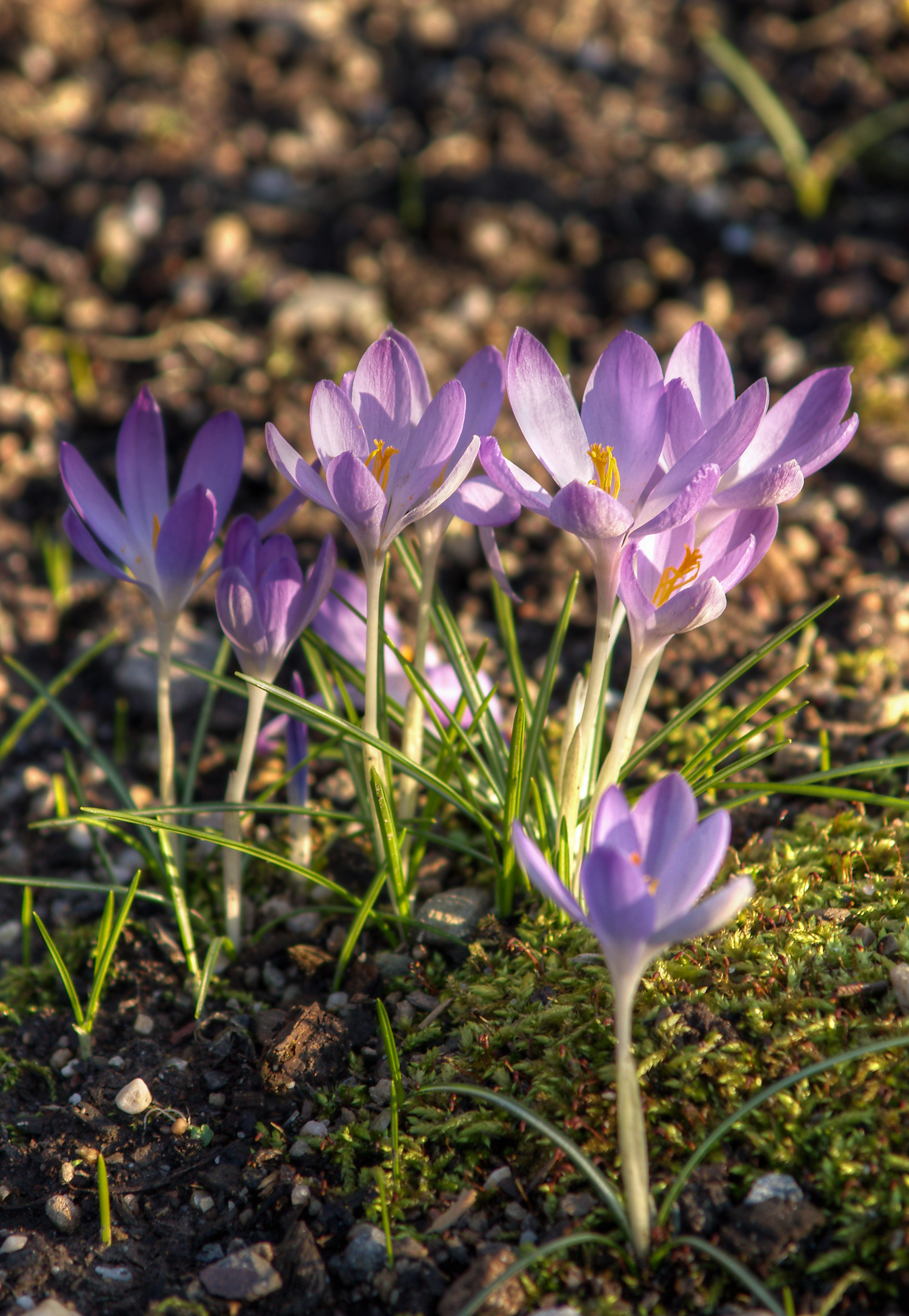
Crocus tommasinianus
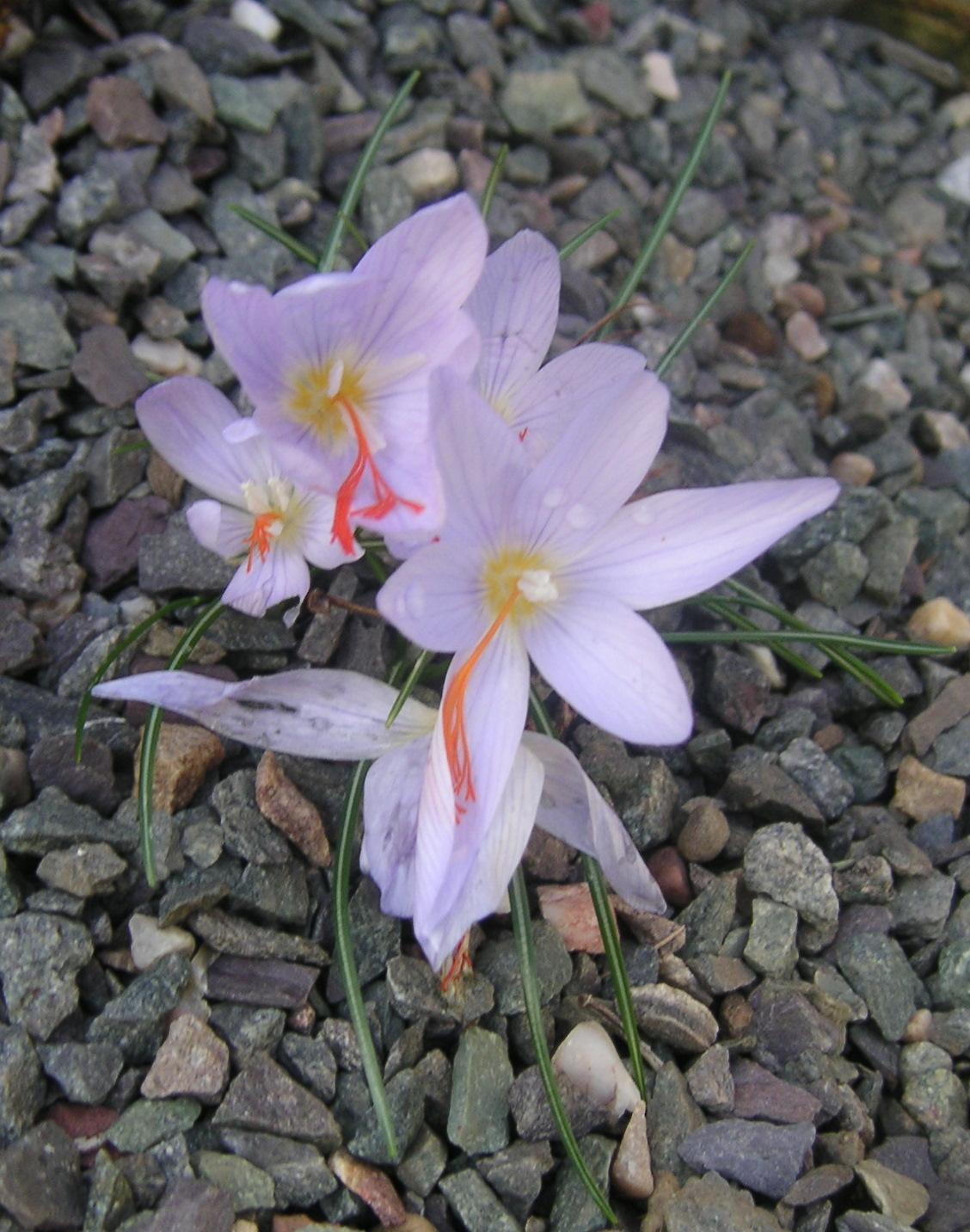
Crocus tournefortii

## U
- Crocus uschakensis Ruksans

## V
- Crocus vaclavii Ruksans
- Crocus vallicola Herb., 1845
- Crocus variegatus Hoppe & Hornsch.
- Crocus veluchensis Herb., 1845
- Crocus veneris Tapp. ex Poech, 1842
- Crocus vernus (L.) Hill, 1765
- Crocus versicolor Ker Gawl., 1808
- Crocus vitellinus Wahlenb., 1828

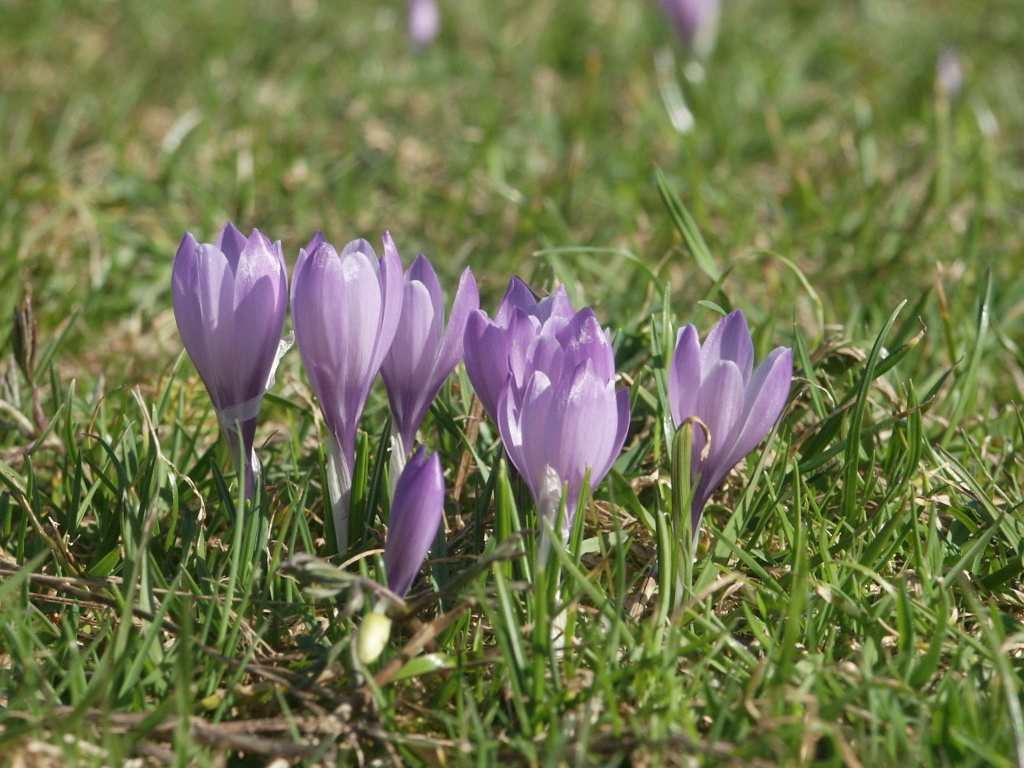
Crocus vernus
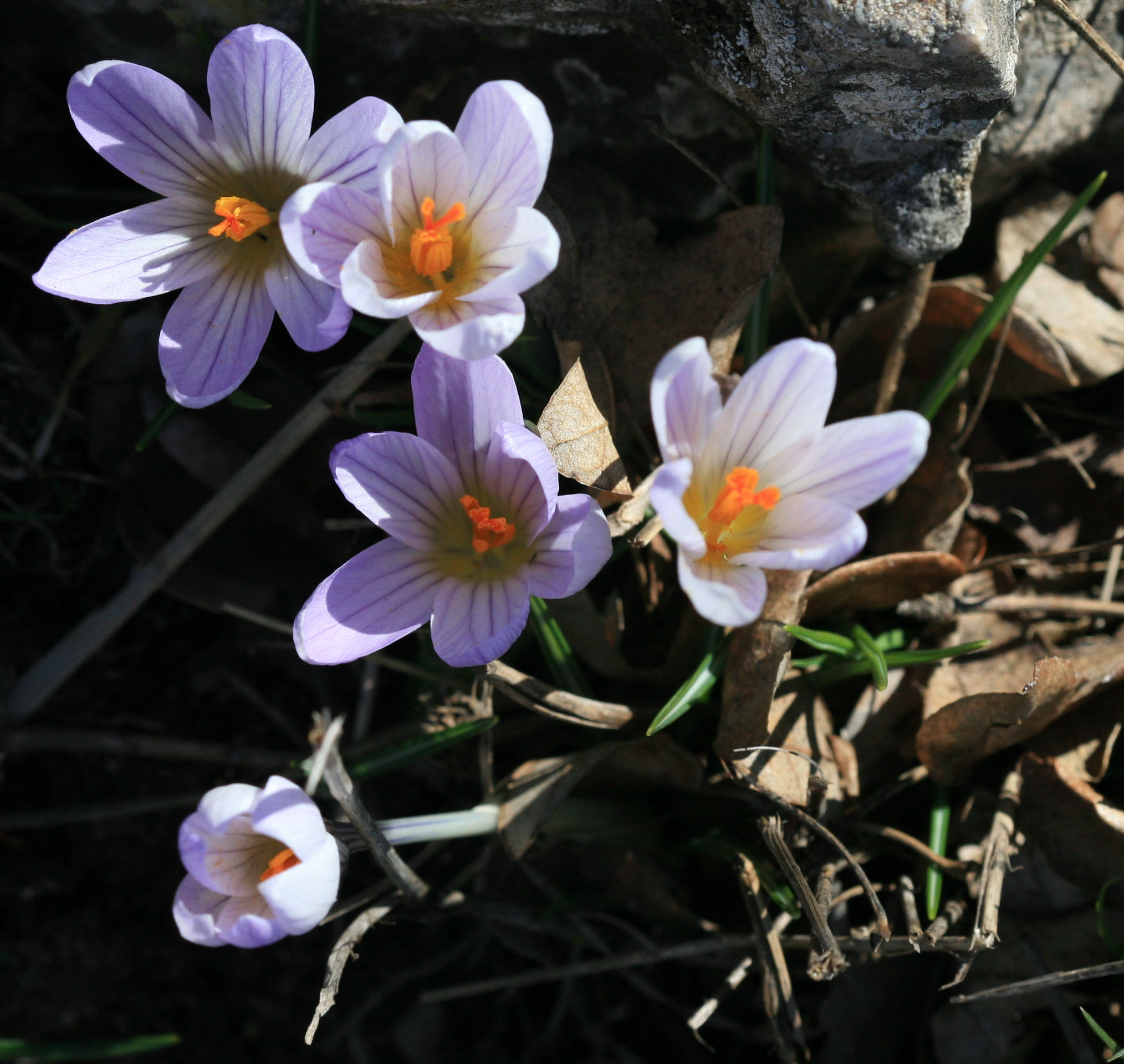
Crocus versicolor

## W
- Crocus wattiorum (B.Mathew) B.Mathew, 2001
- Crocus weldenii Hoppe & Fürnr.

## X
- Crocus xantholaimos (B.Mathew) Ruksans
- Crocus xanthosus Kernd. & Pasche

## Y
- Crocus yakarianus Yildirim & Erol
- Crocus yalovensis Ruksans
- Crocus yaseminiae Erol
- Crocus yataganensis (Kernd. & Pasche) Kernd., Pasche & Harpke
- Crocus youngiorum Ruksans & Zetterl.

## Z
- Crocus zagrosensis Kernd. & Pasche
- Crocus zanjanensis Kernd. & Pasche
- Crocus zetterlundii Ruksans
- Crocus ziyaretensis Kernd. & Pasche
- Crocus zubovii Ruksans